# Harley-Davidson
Harley-Davidson, Inc. (conegut també com a H-D o, simplement, Harley) és un fabricant nord-americà de motocicletes fundat el 1903 a Milwaukee, Wisconsin. Juntament amb Indian, va ser un dels dos principals fabricants de motocicletes nord-americans a sobreviure a la Gran Depressió. La companyia ha sobreviscut a nombrosos canvis de propietat, acords de subsidiarietat, períodes de mala salut econòmica i poca qualitat del producte i a una intensa competència internacional fins a esdevenir un dels fabricants de motocicletes més grans del món i una marca emblemàtica àmpliament coneguda pels seus fidels seguidors. N'hi ha clubs de propietaris i esdeveniments relacionats a tot el món, a més d'un museu centrat en la marca que patrocina la pròpia empresa.
Harley-Davidson és coneguda especialment per un estil de personalització que va donar lloc al tipus de motocicleta chopper. L'empresa comercialitzava tradicionalment motocicletes del tipus "creuer" (cruiser) pesades i refrigerades per aire, amb cilindrada superior als 700 cc, però ha ampliat la seva oferta per a incloure les més avançades gammes VRSC (2002) i Street, de pes mitjà (2015).
Harley-Davidson fabrica les seves motocicletes a les fàbriques que té a York, Pensilvània; Milwaukee, Wisconsin; Kansas City, Missouri (tancada el maig del 2019); Manaus, Brasil, i Bawal, Índia. A finals del 2018 va iniciar la construcció d'una nova planta a Tailàndia. L'empresa comercialitza els seus productes a tot el món i també llicencia i comercialitza marxandatge sota la marca Harley-Davidson, amb productes que van des de roba, decoració i guarniments per a la llar a accessoris, joguines, maquetes de les seves motocicletes i videojocs basats en la seva línia de motocicletes i la comunitat.

## Història

### Els orígens

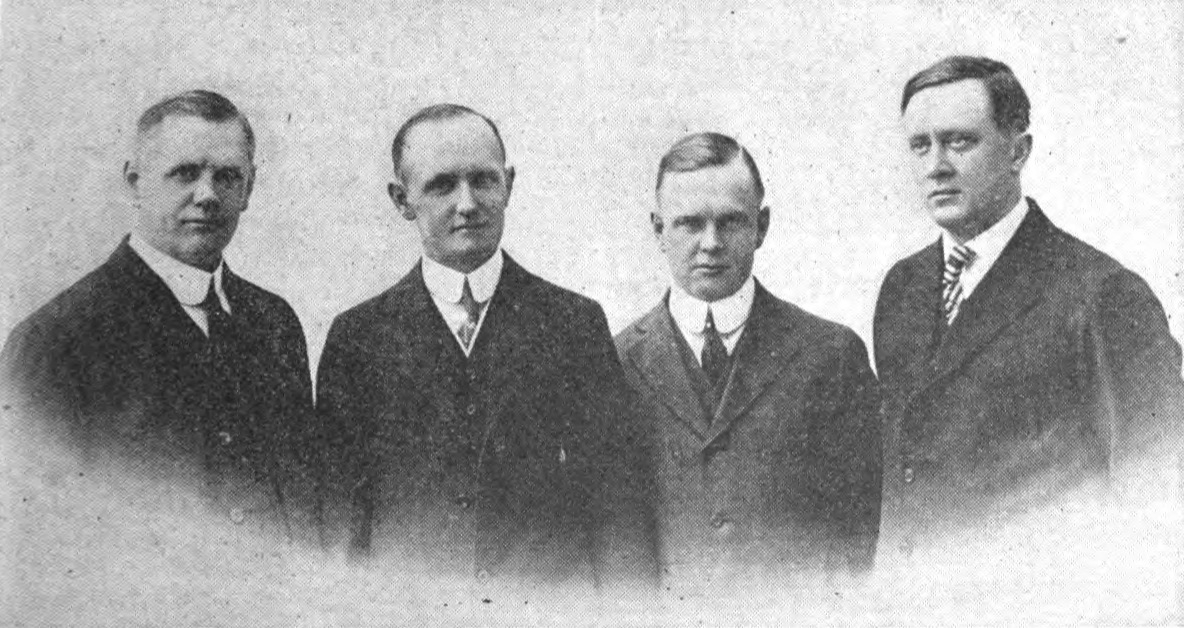
Retrat dels fundadors de 1920. D'esquerra a dreta: William A. Davidson, Walter Davidson, Sr., Arthur Davidson i William S. Harley

El 1901, William S. Harley, de 20 anys, va idear un petit motor de 116 cc de cilindrada amb un volant d'inèrcia de 102 mm per a ser instal·lat en un quadre estàndard de bicicleta. Durant els dos anys següents, ell i el seu amic d'infantesa, Arthur Davidson, van treballar en la seva motocicleta al taller que tenia el seu amic Henry Melk a la zona nord de Milwaukee. El projecte es va acabar el 1903 amb l'ajut del germà d'Arthur, Walter Davidson. En provar la seva bicicleta motoritzada, Harley i els germans Davidson van trobar que no podien pujar els turons del voltant de Milwaukee sense l'ajut dels pedals. Van deixar escrit, doncs, que la seva primera motocicleta va ser un valuós experiment d'aprenentatge.
Els tres amics van començar a treballar en una màquina nova i millorada amb un motor de 405 cc i uns volants d'inèrcia de 24,80 cm que pesaven 13 kg. L'avançat disseny del bastidor de bucle (loop-frame) era similar al de la motocicleta Milwaukee Merkel de 1903, dissenyada per Joseph Merkel (conegut més tard com a Flying Merkel). El disseny més gran del motor i el bastidor va treure el prototip de la categoria de bicicletes motoritzades i va marcar el camí cap al futur disseny de motocicletes. Per al seu motor més gran, Harley i els germans Davidson van rebre l'ajuda del pioner dels motors forabord Ole Evinrude, qui aleshores estava construint motors de gas per a ús automobilístic, dissenyats per ell mateix, a Milwaukee's Lake Street.

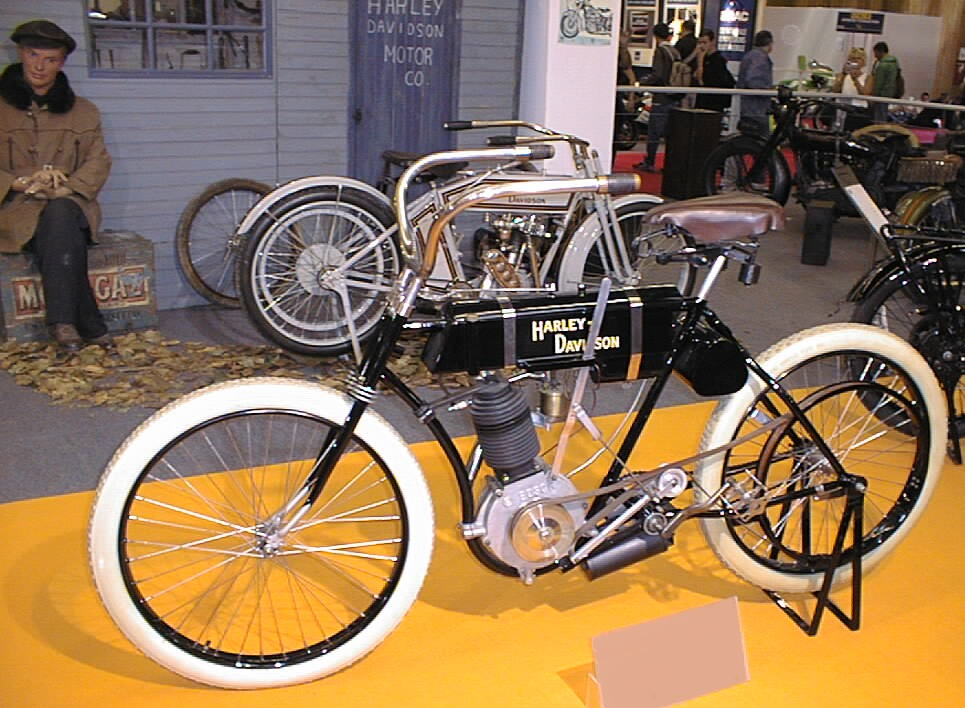
El primer prototip, construït el 1903 al cobert dels Davidson

El prototip de la nova Harley-Davidson "loop-frame" es va muntar en un cobert de 3 × 4,6 m al jardí de la família Davidson. La majoria de les parts principals, però, es van fabricar en altres llocs, entre elles algunes de fabricades probablement als tallers del ferrocarril de West Milwaukee, on el germà gran William A. Davidson feia d'encarregat de la sala d'eines. Aquest prototip va començar a funcionar el 8 de setembre de 1904, quan va competir en una cursa de motociclisme celebrada al State Fair Park de Milwaukee pilotat per Edward Hildebrand i va acabar-hi en quarta posició.
El gener de 1905, la companyia va publicar petits anuncis a l'Automobile and Cycle Trade Journal on oferia motors Harley-Davidson per al comerç de bricolatge. A l'abril, la societat produïa motocicletes completes de manera molt limitada. Aquell any, el seu representant a Chicago, Carl H. Lang, va vendre tres motocicletes de les cinc construïdes al cobert del jardí dels Davidson. Anys més tard, la companyia va traslladar el cobert original a la fàbrica de Juneau Avenue, on va romandre durant moltes dècades com a homenatge.
El 1906, Harley i els germans Davidson van construir la seva primera fàbrica a Chestnut Street (més tard anomenada Juneau Avenue), a la ubicació actual de la seu corporativa de Harley-Davidson. La primera fàbrica era una estructura de fusta d'un pis de 12 × 18 m. La companyia va produir unes 50 motos aquell any.
El 1907, William S. Harley es va graduar a la Universitat de Wisconsin–Madison amb una llicenciatura en enginyeria mecànica. Aquell any, es va ampliar la fàbrica amb un segon pis i posteriorment amb revestiments i afegitons de maó groc pàl·lid ("crema") de Milwaukee. Amb les noves instal·lacions, la producció va augmentar a 150 motocicletes aquell mateix any, 1907. La companyia es va constituir oficialment al setembre. Fou en aquell moment quan va començar a vendre les seves motocicletes als departaments de policia, un mercat que ha estat important per a la firma des d'aleshores. El 1907, William A. Davidson va deixar la seva feina d'encarregat de la sala d'eines del ferrocarril de Milwaukee Road i va entrar a la Motor Company.
Els anys 1905 i 1906, la producció es limitava a models monocilíndrics amb motors de 440 cc. El febrer de 1907, l'empresa va mostrar un prototip al Saló de l'Automòbil de Chicago amb motor bicilíndric en V ("V-Twin") de 45 graus. Se'n van construir molt pocs models entre 1907 i 1910. Aquests primers V-Twin tenien una cilindrada de 880 cc i lliuraven uns 7 CV (el doble aproximadament de la potència dels primers monocilíndrics), amb una velocitat màxima d'uns 100 km/h. La producció va passar de 450 motocicletes el 1908 a 1.149 el 1909.

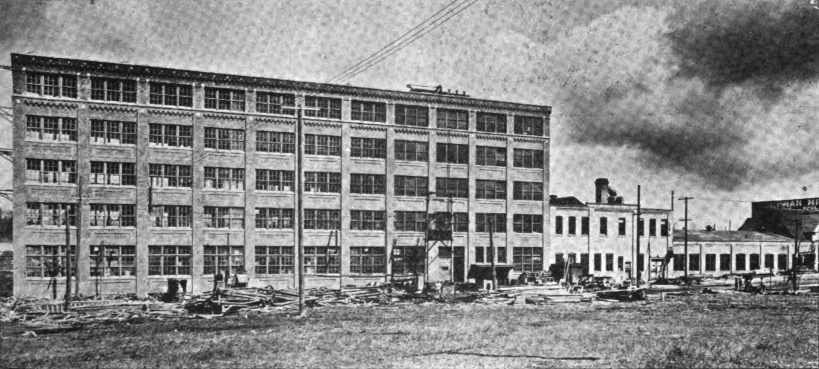
La fàbrica de Harley-Davidson el 1911

El 1911, la companyia va presentar un model V-Twin millorat amb una cilindrada de 811 cc i vàlvules d'admissió accionades mecànicament, a diferència de les vàlvules d'admissió "automàtiques" emprades als V-Twins anteriors, que s'obrien amb el buit del motor. Tot i ser més petit que els bicilíndrics anteriors, donava un millor rendiment. A partir de 1913, la majoria de motocicletes produïdes per Harley-Davidson varen ser models V-Twin.
El 1912, Harley-Davidson va introduir el seu "Ful-Floteing Seat", un "selló flotant" patentat que quedava suspès per una molla helicoidal situada dins el tub del seient. La tensió de la molla es podia ajustar per tal d'adaptar-la al pes del pilot i disposava de més de 76 mm de recorregut. Harley-Davidson va fer servir seients d'aquest tipus fins al 1958.
El 1913, la fàbrica de maons grocs havia estat enderrocada i al solar s'hi havia construït una nova estructura de cinc plantes que ocupava dos blocs al llarg de l'avinguda Juneau i la cantonada del carrer 38. Malgrat la competència, Harley-Davidson ja superava les Indian rivals a les curses i començà a dominar les competicions de motociclisme a partir del 1914. La producció aquell any va augmentar fins a les 16.284 motos.

### Primera Guerra Mundial

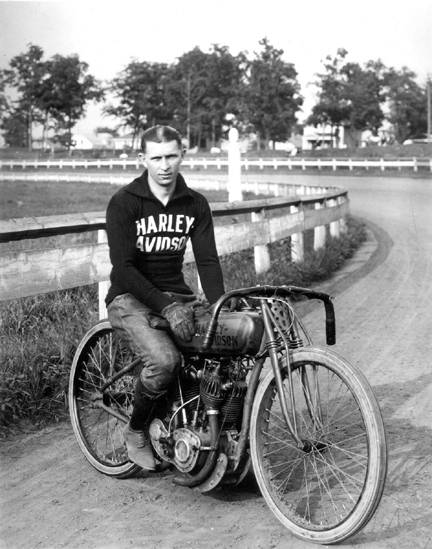
Ralph Hepburn amb la Harley de curses el 1919

El 1917, els Estats Units van entrar a la Primera Guerra Mundial i els militars van exigir motos per a l'esforç bèl·lic. Ja s'havien fet servir Harleys a l'expedició punitiva contra Pancho Villa, però la Primera Guerra Mundial va ser la primera vegada que es van adoptar motocicletes per a qüestions militars, començant pel Model H produït per Triumph el 1915. L'exèrcit nord-americà va comprar més de 20.000 motocicletes a Harley-Davidson.

### Període d'entreguerres

#### Bicicletes
Harley-Davidson va llançar una línia de bicicletes el 1917 amb l'esperança de captar clients per a les seves motocicletes. La gamma de models constava d'una bicicleta masculina tradicional amb marc estàndard; la "Ladies Standard" amb marc obert de tres marxes i 18" per a dones i la "Boy Scout" de 5 marxes i 17" per a joves. La iniciativa es va interrompre el 1923 a causa de les vendes decebedores. Aquestes bicicletes les va construir per a Harley-Davidson la Davis Machine Company a Dayton (Ohio) des del començament fins al 1921, quan aquesta empresa va deixar de fabricar bicicletes.

#### A l'estranger
El concessionari de Harley-Davidson fora dels Estats Units més antic que ha operat ininterrompudament des de la seva fundació fins a l'actualitat es troba a Austràlia, on es va establir el 1918. Al Japó, les vendes s'hi van iniciar el 1912 i el 1929, la Rikuo Internal Combustion Company va començar a produir-hi les Harley-Davidson sota llicència, inicialment amb el nom de Harley-Davidson i fent servir l'utillatge de l'empresa americana, i més tard amb el nom de Rikuo. La producció va continuar fins al 1958.

#### Dècada del 1920

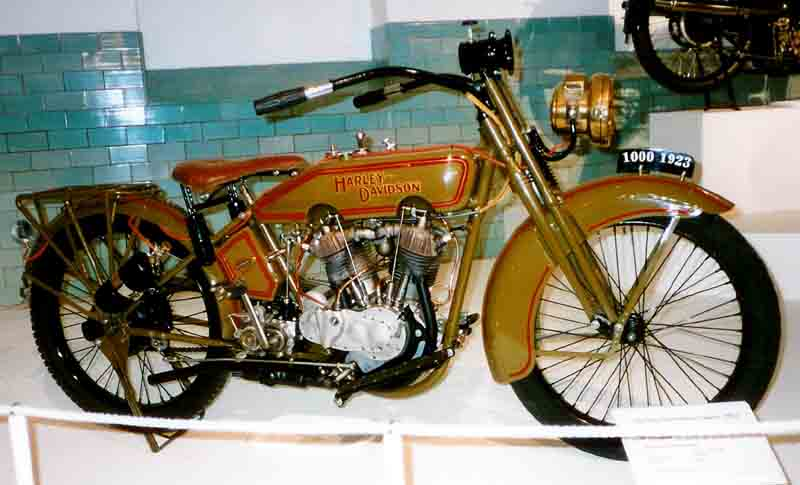
Harley-Davidson 1.000 cc HT de 1923

El 1920, Harley-Davidson era el fabricant de motocicletes més gran del món, amb 28.189 motos produïdes i distribuïdors a 67 països. El 1921, Otto Walker va establir un rècord amb una Harley-Davidson com a primera motocicleta a guanyar una cursa a una velocitat mitjana superior a 160 km/h.
Harley-Davidson va introduir diverses millores durant la dècada del 1920, entre elles el nou V-Twin de 1.212,6 cc que llançà el 1921 i el dipòsit de benzina de tipus "llàgrima" de 1925. L'empresa va afegir també un fre anterior el 1928, tot i que només als models J/JD. A l'estiu de 1929, Harley-Davidson va llançar el nou model V-Twin de 737 cc de capçal pla per a competir amb l'Indian 101 Scout i l'Excelsior Super X. Anomenat model "D", es va produir des del 1929 fins al 1931. Els pilots de les Indian l'anomenaven de forma burleta "la Harley de tres cilindres" pel fet que el generador era vertical i paral·lel al cilindre anterior.

#### Gran Depressió
La Gran Depressió va començar uns mesos després del llançament del model de 740 cc. Les vendes de Harley-Davidson van caure de 21.000 unitats el 1929 a 3.703 el 1933. Malgrat tot, l'empresa va presentar una nova línia de productes per al 1934 que incloïa un motor de capçal pla i un estil Art déco.
Per tal de sobreviure a la resta de la Depressió, la companyia va fabricar generadors elèctrics industrials basats en els motors de les seves motocicletes. També va dissenyar i construir un vehicle de repartiment de tres rodes anomenat Servi-Car, el qual va romandre en producció fins al 1973.
A mitjan dècada del 1930, Alfred Rich Child va obrir una línia de producció al Japó amb la VL de 1.210 cc. El titular japonès de la llicència, Sankyo Seiyaku Corporation, va trencar les relacions comercials amb Harley-Davidson el 1936 i va continuar fabricant la VL amb el nom de Rikuo.
El 1935 es va afegir a la gamma un motor de 1.300 cc de capçal pla, en uns moments en què les motocicletes monocilíndriques havien estat abandonades per la marca. El 1936 es van introduir els models 61E i 61EL amb els motors OHV "Knucklehead" ("cap d'artell"). Alguns problemes amb la distribució a les primeres unitats d'aquests motors en van requerir un redisseny a la meitat del seu primer any de producció i la instal·lació de la nova distribució als motors anteriors.
El 1937, tots els motors Harley-Davidson amb capçal pla estaven equipats amb sistemes de dipòsit sec de recirculació d'oli semblants al que es va introduir al motor OHV "Knucklehead". Els models V i VL de 1.210 cc revisats es van reanomenar U i UL, els VH i VLH de 1.300 cc, UH i ULH i els R de 740 cc, W.
El 1941 es va presentar el "Knucklehead" de 1.210 cc com a F i FL. Els models UH i ULH de capçal pla de 1.300 cc es van deixar de fabricar després de 1941, mentre que els de capçal pla U i UL es van produir fins al 1948.

Harley-Davidson durant la Gran Depressió
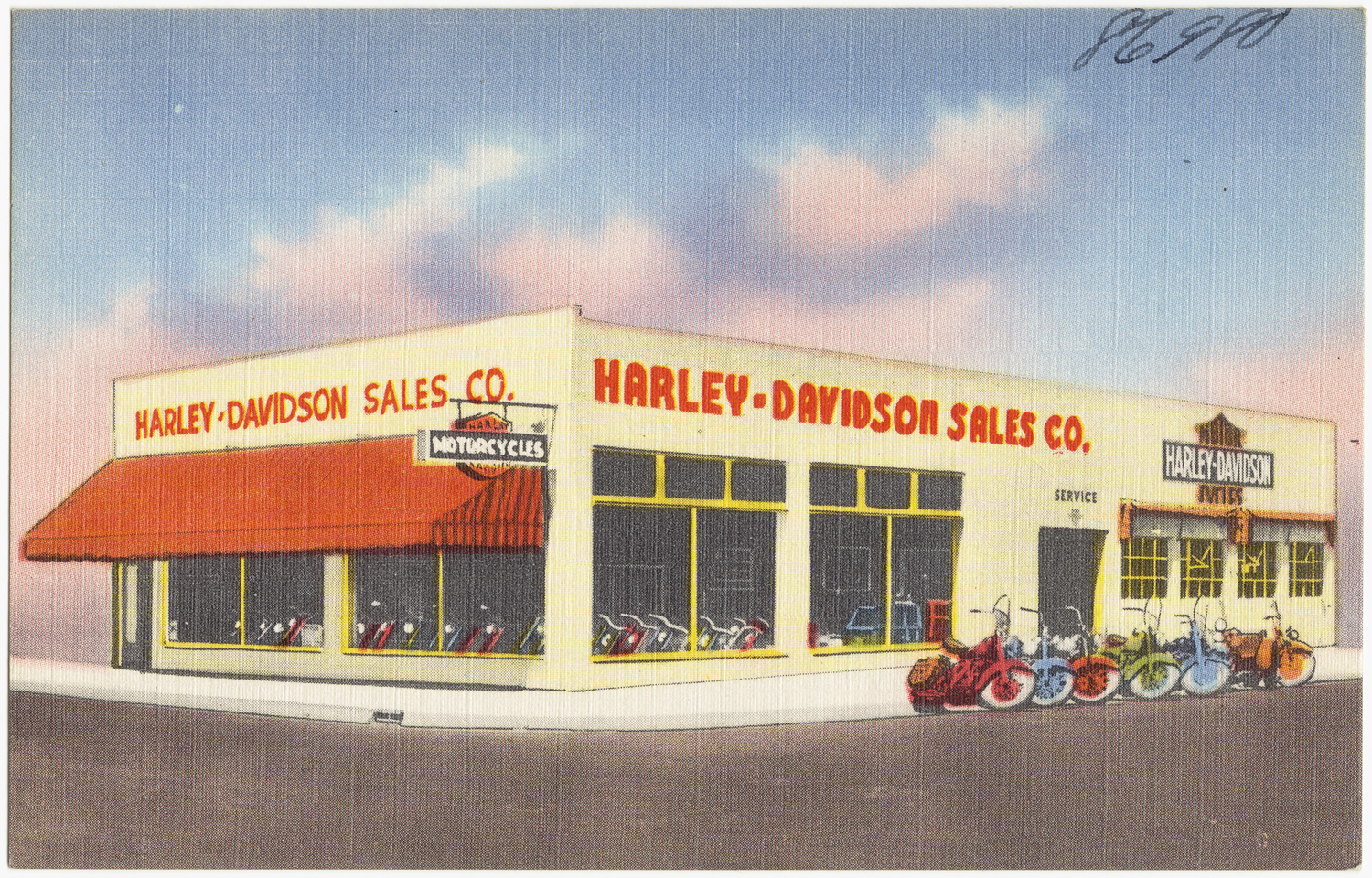
Concessionari Harley-Davidson a Texas, ca. 1930–1945
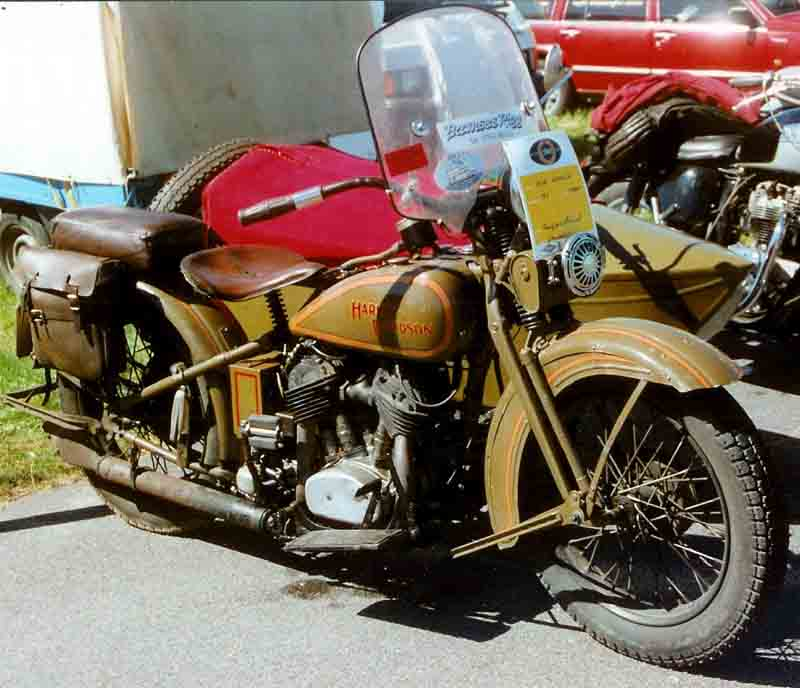
Harley-Davidson 1.200 cc SV de 1931
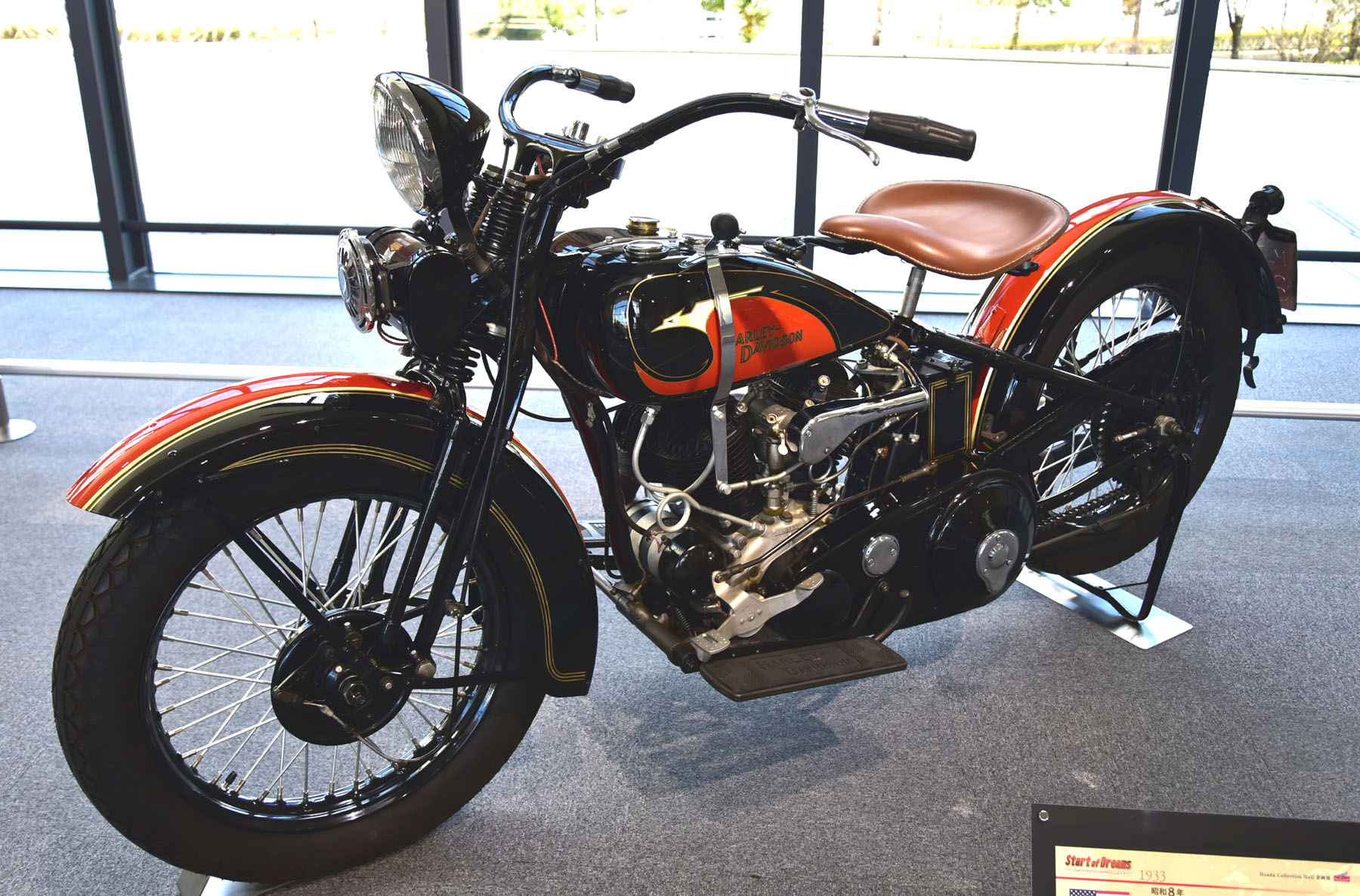
Harley-Davidson VLE de 1933
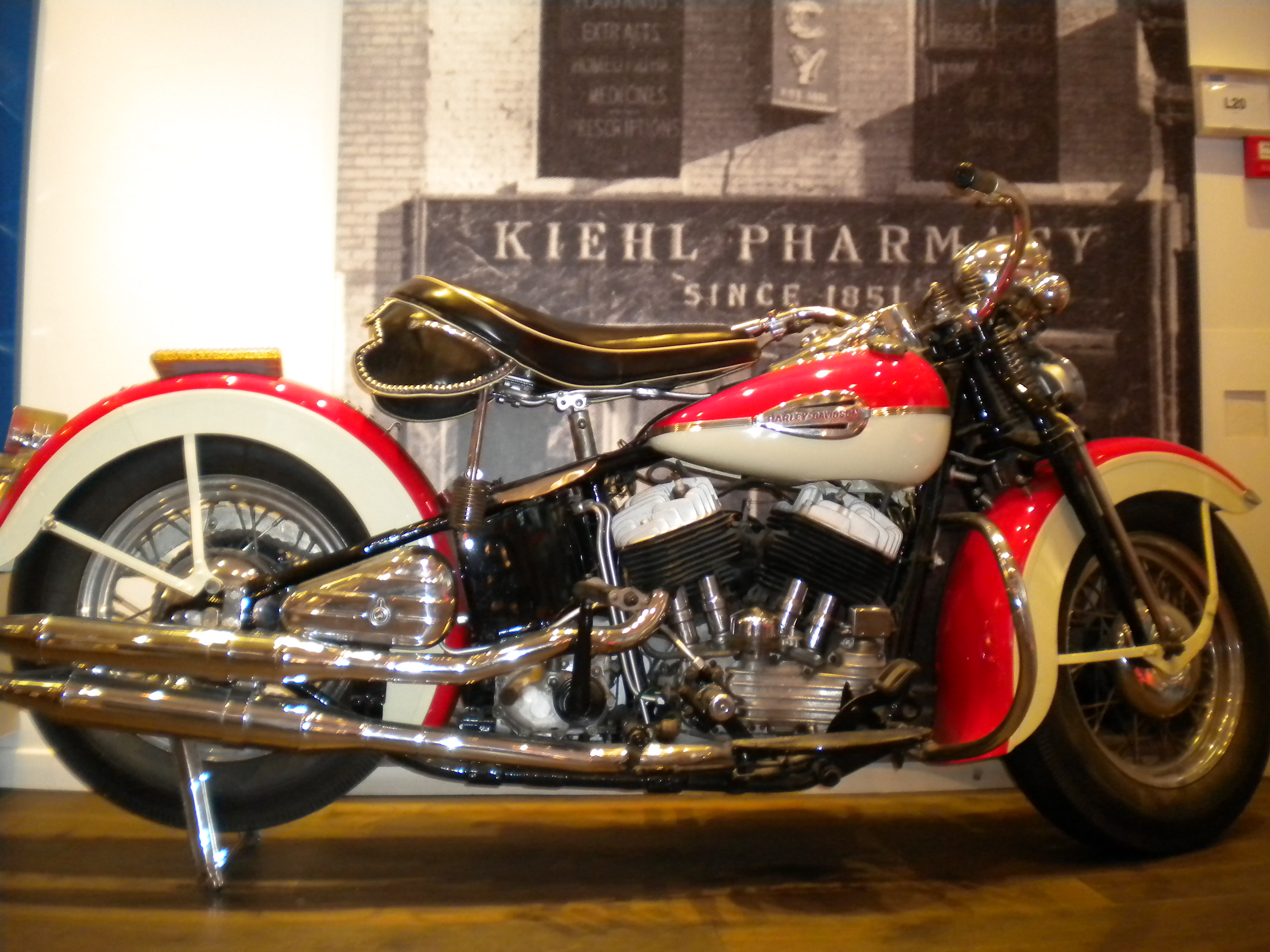
Harley-Davidson UL de 1937

### Segona Guerra Mundial
Essent un dels dos únics fabricants de motocicletes nord-americans que va sobreviure a la Gran Depressió, Harley-Davidson va tornar a produir un gran nombre de motocicletes per a l'exèrcit dels Estats Units durant la Segona Guerra Mundial i va reprendre la producció civil després, produint una gamma de grans models V-twin que van tenir èxit tant en el vessant comercial com en l'esportiu.
Poc abans de la Segona Guerra Mundial, Harley-Davidson ja subministrava a l'exèrcit una versió militar de la seva línia WL de 740 cc, anomenada WLA. En aquest cas, l'A significava "Army" ("Exèrcit"). En esclatar la guerra, l'empresa, juntament amb la majoria d'altres empreses manufactureres, es va dedicar a la producció bèl·lica. Es van produir més de 90.000 motocicletes militars, majoritàriament WLA i WLC (la versió canadenca), la majoria per a proporcionar-les als aliats. Harley-Davidson va rebre dos premis "E" de la Marina dels EUA ("Army-Navy 'E' Award") atorgats a l'Excel·lència en la Producció, un el 1943 i l'altre el 1945.
Dins el marc del programa de Préstec i Arrendament ("Lend-Lease") es van enviar com a mínim 30.000 Harleys WLA a la Unió Soviètica. Les que es van produir durant els quatre anys de producció bèl·lica duien números de sèrie de 1942. La producció de la WLA es va aturar al final de la Segona Guerra Mundial, però es va reprendre del 1950 al 1952 per a fer-les servir a la Guerra de Corea.
L'exèrcit nord-americà va demanar també a Harley-Davidson que produís una nova motocicleta amb moltes de les característiques de la BMW R71 de vàlvula lateral i transmissió per eix. L'empresa va copiar en gran manera el motor BMW i el tren motriu i va produir el model XA de 750 cc amb eix de transmissió. Tret de les vàlvules laterals, el seu motor no compartia dimensions, parts ni conceptes de disseny amb cap altre anterior de Harley-Davidson. A causa de la refrigeració superior del bicilíndric pla ("flat-twin"), amb els cilindres transversals al bastidor, els capçals dels cilindres de la Harley XA funcionaven a 56 °C menys de temperatura que els bicilíndrics en V. La XA mai no va entrar en producció completa: la motocicleta en aquell moment havia estat eclipsada pel Jeep com a vehicle d'ús genèric de l'Exèrcit i la WLA —ja en producció— era prou apta per a les limitades funcions de policia, escorta i missatgeria. Només se'n van fabricar, doncs, 1.000 unitats. La XA segueix essent l'únic model mai fabricat per Harley-Davidson amb transmissió per eix.

### Postguerra

#### Harley petites: Hummer i Aermacchi
Com a part de les reparacions de guerra, Harley-Davidson va adquirir el disseny d'una petita motocicleta alemanya, la DKW RT 125, la qual va adaptar, fabricar i vendre de 1948 a 1966. A banda de MZ, successora de DKW a l'Alemanya Oriental, altres fabricants europeus van fer el mateix, entre ells BSA, que la va comercialitzar amb el nom de "Bantam", i OSSA, que va crear el seu model 125 basat en la DKW. Harley en va fabricar diversos models, entre ells la Hummer (1955-1959), però actualment tots es coneixen col·loquialment com a "Hummer".
El 1952, després de la seva sol·licitud a la Comissió Aranzelària dels Estats Units d'un impost del 40% sobre les motocicletes importades, Harley-Davidson va ser acusada de pràctiques restrictives.
El 1960, Harley-Davidson va unificar els seus models 165 i Hummer en un de sol, el Super-10; va presentar l'escúter Topper i va comprar el 50% de la divisió de motocicletes d'Aermacchi. L'any següent va començar a importar el model monocilíndric horitzontal de 250 cc d'aquesta marca italiana. La moto duia distintius de Harley-Davidson i es va comercialitzar amb el nom de Harley-Davidson Sprint. El motor de la Sprint es va augmentar a 350 cc el 1969 i es mantingué amb aquesta cilindrada fins al 1974, quan es va deixar de fabricar aquest model de quatre temps.
Després de deixar de fabricar els models Pacer i Scat a finals de 1965, la Bobcat va ser la darrera de les motocicletes de dos temps de fabricació americana de Harley-Davidson. La Bobcat es va fabricar només en la versió de 1966. Harley-Davidson va substituir les seves motocicletes lleugeres de dos temps fetes als Estats Units per les italianes Aermacchi amb aquesta mena de motors. Els models s'anomenaven M-65, M-65S i Rapido. L'M-65 tenia bastidor i dipòsit del tipus "pas a través"; l'M-65S era una M-65 amb un dipòsit més gran que eliminava la característica del pas a través. La Rapido era una moto més gran, amb motor de 125 cc. Les Harley-Davidson fabricades per Aermacchi varen quedar circumscrites a la tecnologia dels dos temps quan la SS-250 de 250 cc de dos temps va substituir la Sprint de 350 cc de quatre temps el 1974.
El 1969, l'American Machine and Foundry (AMF) va comprar Harley-Davidson. El 1974, ja dins el grup AMF, Harley-Davidson va adquirir el control total de la divisió de motocicletes d'Aermacchi i va continuar fabricant-hi motocicletes de dos temps fins al 1978, quan en va vendre la planta a Cagiva, propietat de la família Castiglioni. Durant aquella etapa, Harley-Davidson va desenvolupar versions de competició de les Aermacchi que varen dominar el Campionat del Món de motociclisme. Walter Villa va guanyar tres mundials de 250cc i un de 350cc entre el 1974 i el 1976 amb les Harley-Davidson Aermacchi.
Un altre sector on es va introduir Harley-Davidson arran de la seva relació amb Aermacchi va ser el del motocròs. Durant la dècada del 1970, la marca va desenvolupar models d'aquesta especialitat equipats amb els petits motors italians, especialment en la cilindrada dels 250cc.

#### AMF, reputació tacada

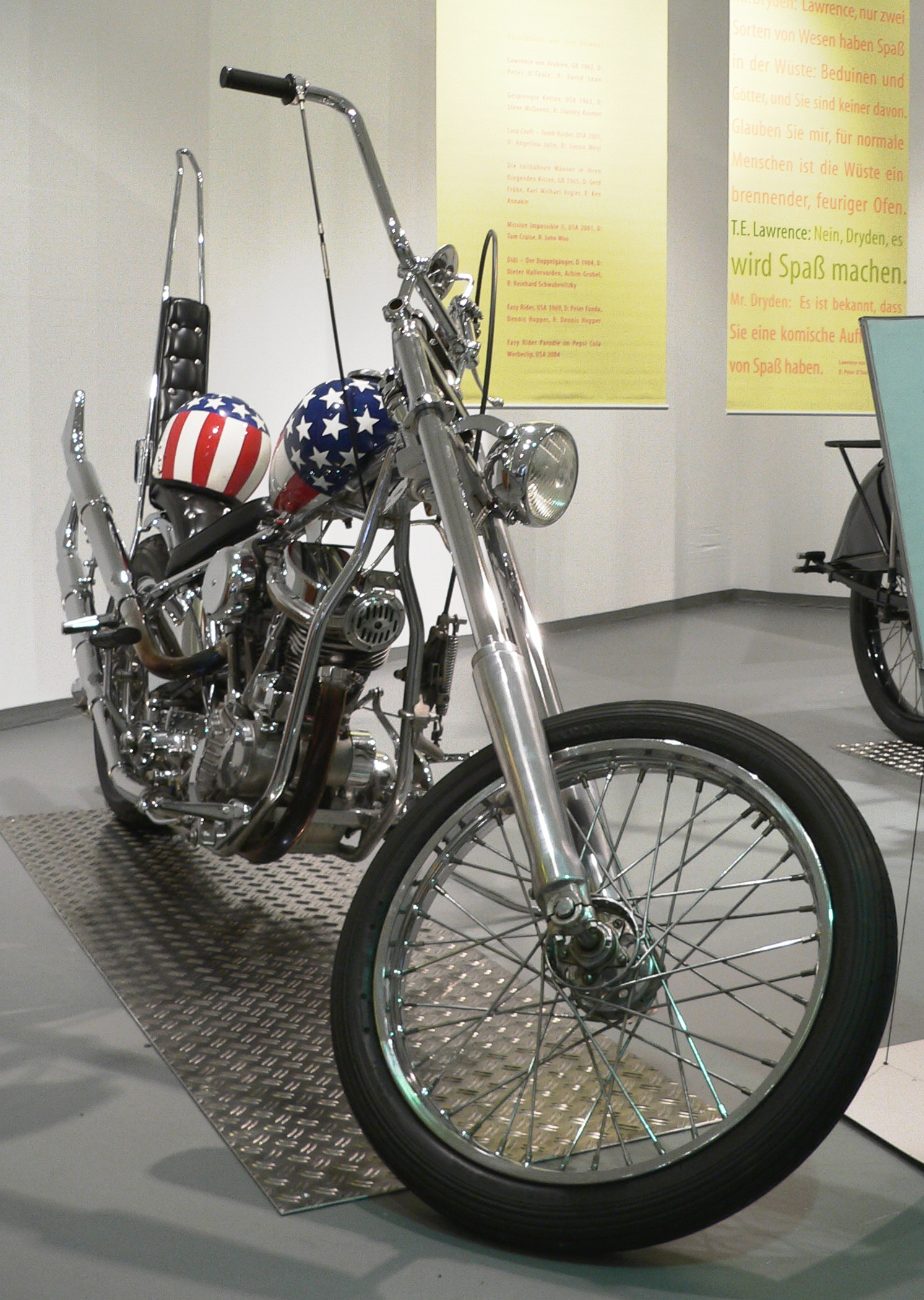
Rèplica de la Harley del "Capità Amèrica" de la pel·lícula Easy Rider (1969)

Quan AMF va comprar la companyia el 1969, en va racionalitzar la producció i va reduir la força de treball. Aquesta tàctica va provocar una vaga laboral i, a més, la reducció de costos va fer que es fabriquessin motocicletes de menor qualitat. Les motos eren cares i inferiors a les japoneses en rendiment, maneig i qualitat. Les vendes i la qualitat van minvar i la companyia gairebé va fer fallida. El nom de "Harley-Davidson" va ser convertit de forma burleta en "Hardly Ableson", "Hardly Driveable" i "Hogly Ferguson", i el sobrenom de "Hog" esdevingué pejoratiu.

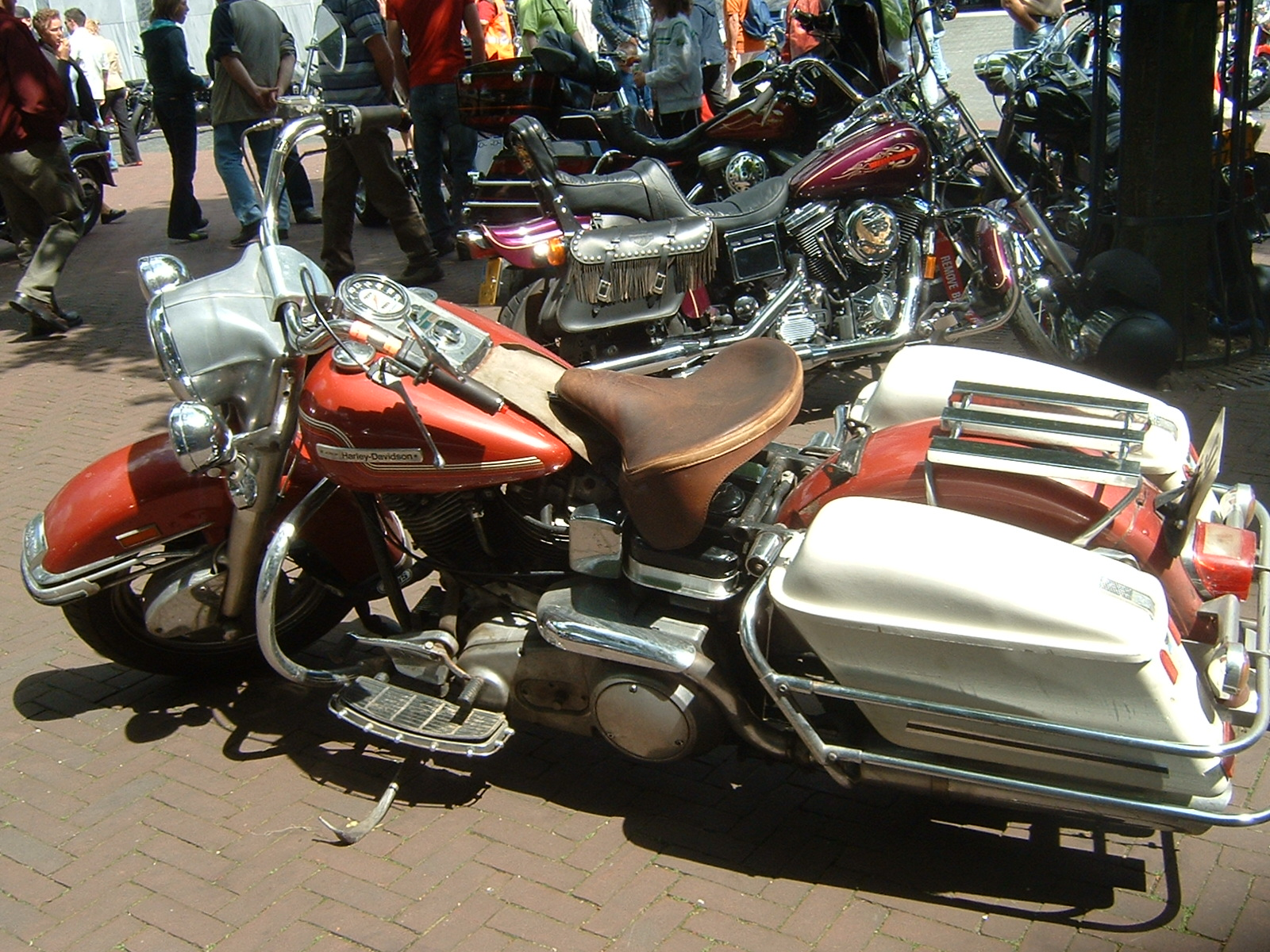
H-D Electra Glide AMF

A començaments de la dècada del 1970 es va introduir a l'Amèrica del Nord allò que la premsa del motor va anomenar "la moto japonesa universal", la qual va revolucionar la indústria i va fer més accessible el motociclisme als Estats Units durant els anys setanta i vuitanta.
El 1977, després de la reeixida fabricació de la Liberty Edition per a commemorar el bicentenari nord-americà el 1976, Harley-Davidson va produir el que s'ha convertit en un dels seus models més controvertits, la Harley-Davidson Confederate Edition. La moto era essencialment una Harley-Davidson de sèrie amb pintura i detalls específics dels Estats Confederats.

### Dècades del 1980 i 1990

#### Reestructuració i revifada
El 1981, AMF va vendre la companyia a un grup de 13 inversors liderats per Vaughn Beals i Willie G. Davidson (net del co-fundador de l'empresa William A. Davidson) per 80 milions de dòlars. L' inventari es controlava estrictament mitjançant el sistema just-in-time.
A començaments de la dècada del 1980, Harley-Davidson va afirmar que els fabricants japonesos importaven motocicletes als EUA en un volum prou gran per a perjudicar o amenaçar els productors nacionals. Després d'una investigació de la Comissió de Comerç Internacional dels Estats Units, el 1983 el president Ronald Reagan va imposar un aranzel del 45% a les motocicletes importades de cilindrada superior als 700 cc. Harley-Davidson va rebutjar posteriorment les ofertes d'ajuda dels fabricants de motocicletes japonesos. Malgrat tot, la companyia es va oferir a retirar la sol·licitud de la taxa a canvi de garanties de préstecs per part dels japonesos.
En comptes d'intentar igualar els japonesos, la nova direcció va explotar deliberadament l'atractiu "retro" de les seves motos tot produint models que adoptaven deliberadament l'aspecte de les primeres Harley clàssiques i les posteriors personalitzacions dels propietaris d'aquella època. Molts components com ara frens, forquilles, amortidors, carburadors, encesa i rodes van ser subcontractats a fabricants estrangers i la qualitat va augmentar. A més a més, es van fer millores tècniques i els compradors van anar tornant lentament.
Harley-Davidson li va comprar a l'enginyer Bill Davis de Missouri el disseny de la suspensió posterior "Sub Shock", de tipus cantilever, i el va desenvolupar en la seva sèrie de motocicletes "Softail" (una mena de custom amb les suspensions posteriors ocultes), iniciada el 1984 amb la Softail FXST.
En resposta a una possible pèrdua de quota del mercat de la motocicleta a causa de l'envelliment dels clientes nascuts a l'època del baby-boom, el 1986 Harley-Davidson va comprar el fabricant d'autocaravanes de luxe Holiday Rambler. El 1996, la companyia va vendre Holiday Rambler a la Monaco Coach Corporation.
El model "Sturgis", amb doble transmissió per corretja, es va presentar inicialment el 1980 i es va fabricar durant tres anys. El 1991, aquesta moto es va recuperar com a model commemoratiu. El 1990, amb la introducció del model "Fat Boy", Harley-Davidson es va tornar a convertir en el líder de vendes del mercat dels pesos pesats (més de 750 cc). Al moment del llançament de la Fat Boy va circular la notícia que la seva pintura argentada i altres característiques estaven inspirades en el B-29 i que, a més, "Fat Boy" era la combinació dels noms de les bombes atòmiques Fat Man i Little Boy. Malgrat tot, a Snopes s'esmenta aquesta història com a llegenda urbana.
Durant el 1993 i el 1994 es van substituir els models FXR pel Dyna (FXD), que es va convertir el 1994 en l'únic xassís FX Big Twin muntat en blocs de goma. El model FXR es va recuperar breument del 1999 al 2000 per a edicions limitades especials (FXR², FXR3 i FXR4).

#### Buell Motorcycle Company

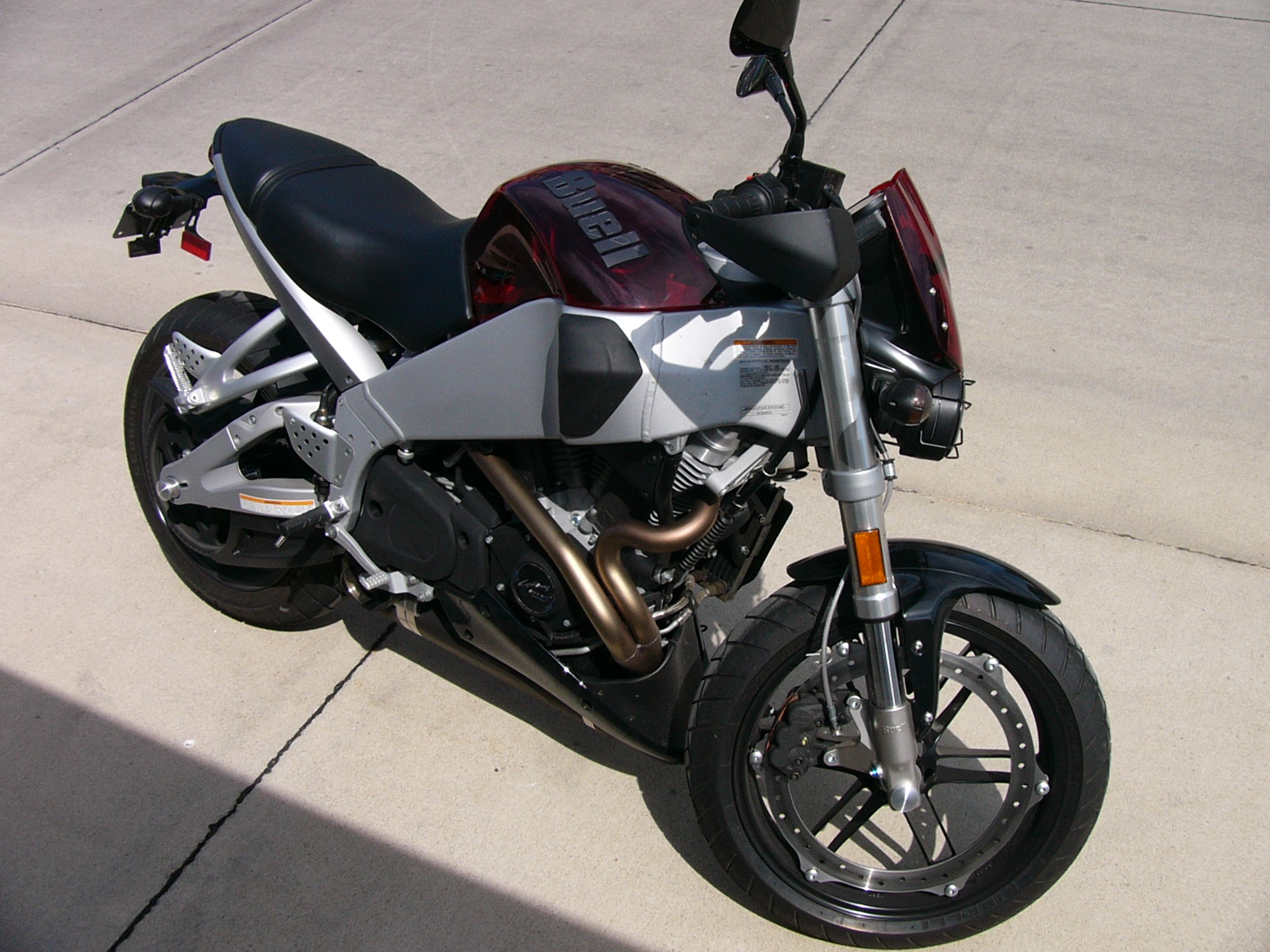
Buell Lightning XB9SX

El 1987, el fabricant de motocicletes esportives Buell Motorcycle Company va comprar-li a Harley-Davidson 50 motors XR1000 excedents, començant així una llarga relació. Buell va continuar comprant motors Harley-Davidson fins al 1993 i, després, Harley-Davidson va comprar el 49% de la companyia. El 1998, Harley-Davidson va augmentar la seva participació a Buell fins al 98% i el 2003 va completar la seva adquisició fins al 100%.
En un intent d'atraure nouvinguts al motociclisme en general i a Harley-Davidson en particular, Buell va desenvolupar una motocicleta de baix cost i poc manteniment. La Buell Blast monocilíndrica resultant es va presentar el 2000 i es va fabricar fins al 2009. La Buell Blast va ser el vehicle d'entrenament del Harley-Davidson Rider's Edge New Rider Course des del 2000 fins al maig de 2014, quan la companyia va canviar la marca de l'acadèmia de formació i va començar a fer-hi servir motos Harley-Davidson del model Street 500. En aquests 14 anys, més de 350.000 participants al curs van aprendre a conduir amb una Buell Blast.
El 15 d'octubre de 2009, Harley-Davidson Inc. va emetre un comunicat oficial on informava que deixaria de produir la línia Buell i en cessaria immediatament la producció. La raó adduïda fou que l'empresa es volia centrar en la marca Harley-Davidson. La companyia es va negar a plantejar la venda de Buell. El fundador Erik Buell va fundar posteriorment Erik Buell Racing i va continuar fabricant i desenvolupant la 1125RR, el model de competició de la marca.

#### Primera fàbrica a l'estranger al Brasil
El 1998 es va obrir la primera fàbrica Harley-Davidson fora dels EUA a Manaus, Brasil, aprofitant la Zona Franca d'aquesta població. La ubicació es va triar estratègicament per a vendre motocicletes al mercat de l'hemisferi sud.

### Segle XXI

#### Centenari
Harley-Davidson va contractar Elton John com a cap de cartell de la festa commemorativa del seu centenari, l'1 de setembre de 2003. Hi actuaren altres intèrprets, entre ells The Doobie Brothers, Kid Rock i Tim McGraw.
L'u de juny de 2006 va començar la construcció del Harley-Davidson Museum, de 12.000 m2 i 75 milions de dòlars, a la vall del Menomonee de Milwaukee. Es va inaugurar el 2008 i alberga la vasta col·lecció de motos històriques i arxius corporatius de la companyia, juntament amb un restaurant, cafeteria i espai de reunions.

#### Acusacions de manipulació del preu de les accions
Durant el seu període de màxima demanda, a finals de la dècada del 1990 i començaments del segle XXI, Harley-Davidson va emprendre un programa d'ampliació del nombre de concessionaris a tot el país. En aquella època, els seus distribuïdors tenien sovint llistes d'espera que s'allargaven fins a un any per a alguns dels models més populars. Harley-Davidson, com fan els fabricants d'automòbils, registra una venda no quan un consumidor compra el seu producte, sinó més aviat quan aquest es lliura a un distribuïdor. Per tant, és possible que el fabricant infli els números de vendes exigint als distribuïdors que acceptin més inventari del desitjat, una pràctica anomenada channel stuffing ("farciment de canals"). Quan la demanda es va suavitzar després de l'únic model aparegut el 2003, aquesta notícia va provocar una davallada espectacular del preu de les accions. Només a l'abril de 2004, el preu de les accions de HOG (acrònim de Harley a la Borsa) va caure de més de 60 dòlars a menys de 40. Immediatament abans d'aquest descens, el conseller delegat Jeffrey Bleustein, acabat de jubilar, va guanyar 42 milions de dòlars en l'exercici de les opcions d'accions dels empleats. Harley-Davidson va ser acusat en nombroses demandes col·lectives interposades per inversors que denunciaven haver estat estafats directament per la direcció de la companyia. El gener de 2007, el preu de les accions de Harley-Davidson arribava de nou als a 70 dòlars.

#### Problemes amb les Police Touring

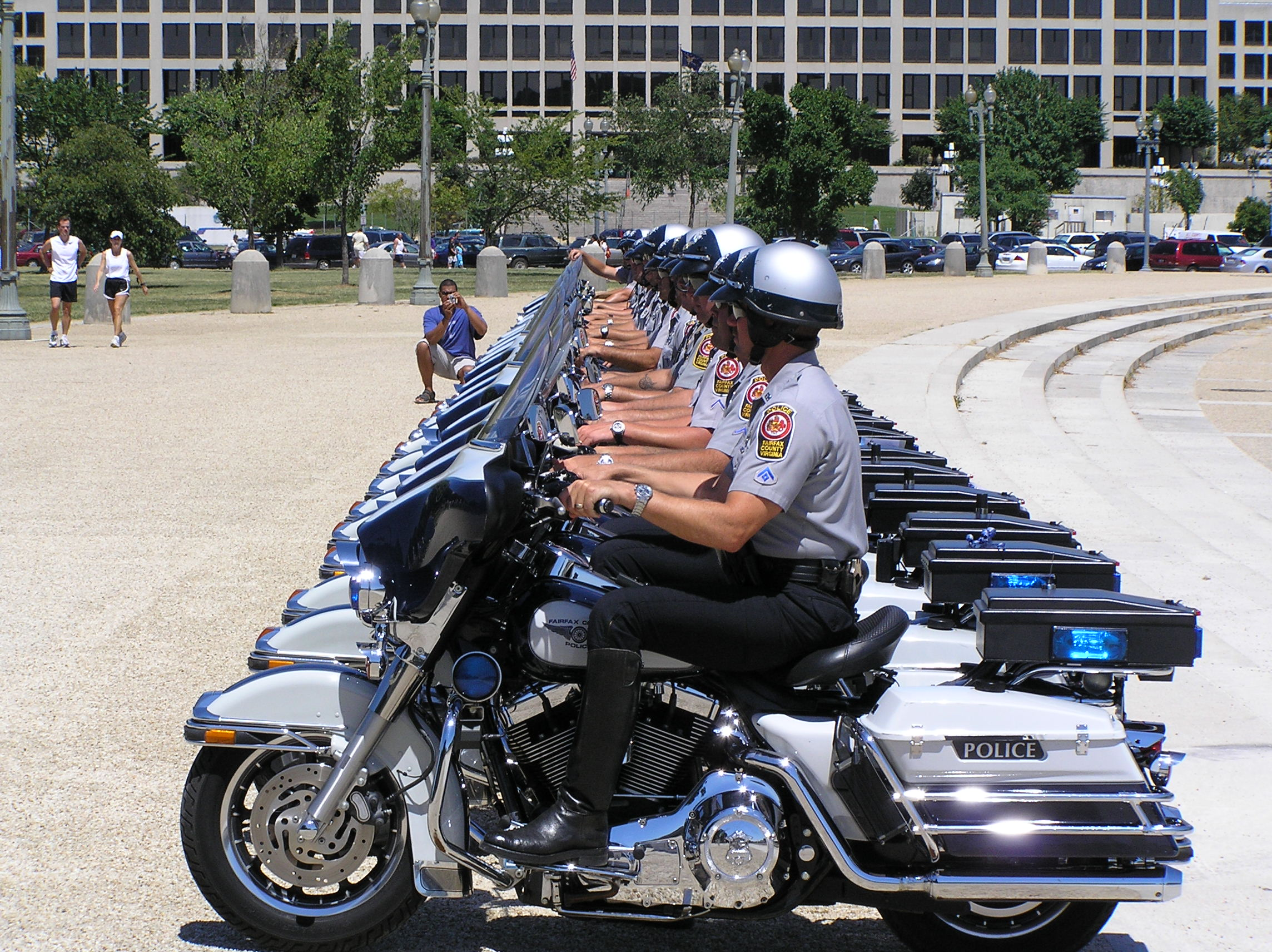
Policies de Virgínia a Washington DC el 2006, amb les seves Harley

A partir del 2000, diversos departaments de policia van començar a informar de problemes amb inestabilitat a alta velocitat a les motocicletes Harley-Davidson Touring. Un oficial de policia de Raleigh (Carolina del Nord), Charles Paul, es va morir en estavellar-se amb la seva moto del 2002 després que, segons es desprèn dels informes, experimentés fortes oscil·lacions a alta velocitat. La California Highway Patrol va fer proves de les Police Touring el 2006. Els pilots provadors van informar que van experimentar inestabilitat o trontolleig mentre conduïen les motos a la pista de proves.

#### Protecció del medi
El 2005, l'Environmental Protection Agency dels EUA (EPA) va emetre certificats d'emissions i proves d'emissions representatives a Ann Arbor, Michigan. Més tard, Harley-Davidson va crear una "garantia ambiental" que certifica al propietari que el vehicle està dissenyat i construït lliure de qualsevol defecte de materials i de fabricació que faci que incompleixi les normes EPA.

Paul Gotthold, director d'operacions de l'EPA, va felicitar l'empresa:
| « | Harley-Davidson s'ha pres molt seriosament les seves responsabilitats mediambientals i ja ha avançat substancialment en la investigació i neteja de la contaminació passada. La prova dels esforços de Harley es pot veure en la recent resolució de l'EPA que declara "sota control" pel que fa a neteja la propietat de la companyia. Aquesta resolució significa que no hi ha problemes greus de contaminació a la planta. Segons el nou programa One Cleanup, Harley, l'EPA i el PADEP acceleraran la finalització de la investigació a la propietat i arribaran a una solució final que protegeixi permanentment la salut humana i el medi ambient. | » |

El 2005, l'EPA i el Departament de Protecció Ambiental de Pensilvània (PADEP) van confirmar que Harley-Davidson havia estat la primera corporació a inscriure's voluntàriament al programa One Clean-Up. Aquest programa està dissenyat per a la neteja del sòl i de les aigües subterrànies afectades a l'antiga planta naval de York. El programa té el suport pel govern estatal i local juntament amb el d'altres organitzacions i corporacions participants.
Harley-Davidson també va comprar la major part de Castalloy, un productor del sud d'Austràlia de rodes i boixes de motocicleta. El govern australià ha destacat "la protecció del comprador (Harley-Davidson) contra els riscos ambientals".
L'agost del 2016, Harley-Davidson va establir un acord amb l'EPA per 12 milions de dòlars sobre la venda de "super tuners" de segona mà.
 Els super tuners eren dispositius comercialitzats per a la competició que permetien augmentar el rendiment de les Harley-Davidson. Els dispositius, però, modificaven els sistemes de control d'emissions produint un augment d'hidrocarburs i òxid de nitrogen. Per mitjà de l'acord, Harley-Davidson està obligat a comprar i destruir els super tuners que no compleixin els requisits de la llei d'aire pur i a gastar 3 milions de dòlars en la mitigació de la contaminació atmosfèrica.

#### Vaga del 2007
El 2 de febrer de 2007, quan va expirar el seu contracte sindical, uns 2.700 empleats de la planta de fabricació de York, la més gran de Harley-Davidson, van fer vaga en no haver aconseguit acordar salaris i beneficis sanitaris. Durant la vaga, l'empresa es va negar a pagar cap fracció de l'atenció sanitària dels vaguistes. La vigília de la vaga, després que el sindicat votés en contra del contracte proposat i l'autoritzés, la companyia va tancar tota la producció de la planta. La instal·lació de York dona feina a més de 3.200 treballadors, tant sindicats com no sindicats.
Harley-Davidson va anunciar el 16 de febrer del 2007 que havia arribat a un acord laboral amb els treballadors sindicats a la planta de York, un avenç en la vaga de dues setmanes. La vaga va alterar la producció nacional de Harley-Davidson i es va notar a Wisconsin, on 440 treballadors van ser acomiadats. Molts proveïdors de Harley van acomiadar també treballadors a causa de la vaga.

#### Grup MV Agusta
L'11 de juliol de 2008, Harley-Davidson va anunciar que havia signat un acord definitiu per a adquirir el grup MV Agusta per 109 milions de dòlars EUA (70 milions d'euros). El grup MV Agusta conté dues línies de motocicletes: la marca MV Agusta d'altes prestacions i la marca lleugera Cagiva.
 L'adquisició es va completar el 8 de juliol.
El 15 d'octubre de 2009, l'empresa va anunciar que abandonava el seu interès per MV Agusta. Harley-Davidson Inc. va vendre el fabricant de motocicletes italià MV Agusta a Claudio Castiglioni, membre de la família que ja li havia comprat Aermacchi el 1978, per un import de 3 euros, transacció que es va finalitzar la primera setmana del 2010. Castiglioni era l'antic propietari de MV Agusta i havia estat el president d'aquella empresa des que Harley-Davidson la va comprar el 2008. Com a part de l'acord, Harley-Davidson va ingressar 26 milions de dòlars als comptes de MV Agusta, essencialment donant-los-hi tots a Castiglioni per a permetre-li de prendre el control de la marca.

#### Activitat a l'Índia
El 2009, Harley-Davidson va anunciar els seus plans d'entrar al mercat de l'Índia i el 2010 va començar a vendre-hi motocicletes. El 2011, l'empresa va establir-hi una filial, Harley-Davidson India, amb seu a Gurgaon, prop de Delhi, i va crear una xarxa de distribuïdors al país. El 24 de setembre de 2020, Harley-Davidson va anunciar que deixaria les seves vendes i operacions de fabricació a l'Índia a causa de la fluixa demanda i poques vendes. El moviment implica 75 milions de dòlars en costos de reestructuració, 70 acomiadaments i el tancament de la planta de Bawal, al nord de l'Índia.

#### Crisi financera
Segons Interbrand, el 2009 el valor de la marca Harley-Davidson va caure un 43%, fins als 4.342 milions de dòlars. Se suposa que aquesta caiguda està relacionada amb la davallada del 66% dels beneficis de la companyia durant el semestre anterior.
El 29 d'abril de 2010, Harley-Davidson va declarar que haurien de reduir 54 milions de dòlars en costos de fabricació de les seves plantes de producció a Wisconsin i que explorarien llocs alternatius dels Estats Units per a aconseguir-ho. L'anunci es va produir arran d'una reestructuració massiva a tota l'empresa, que va començar a principis del 2009 i va suposar el tancament de dues fàbriques i un centre de distribució, a més de l'eliminació prevista de gairebé el 25% de la seva plantilla total (uns 3.500 treballadors). El 14 de setembre de 2010, la companyia va anunciar que romandria a Wisconsin.

## Motors

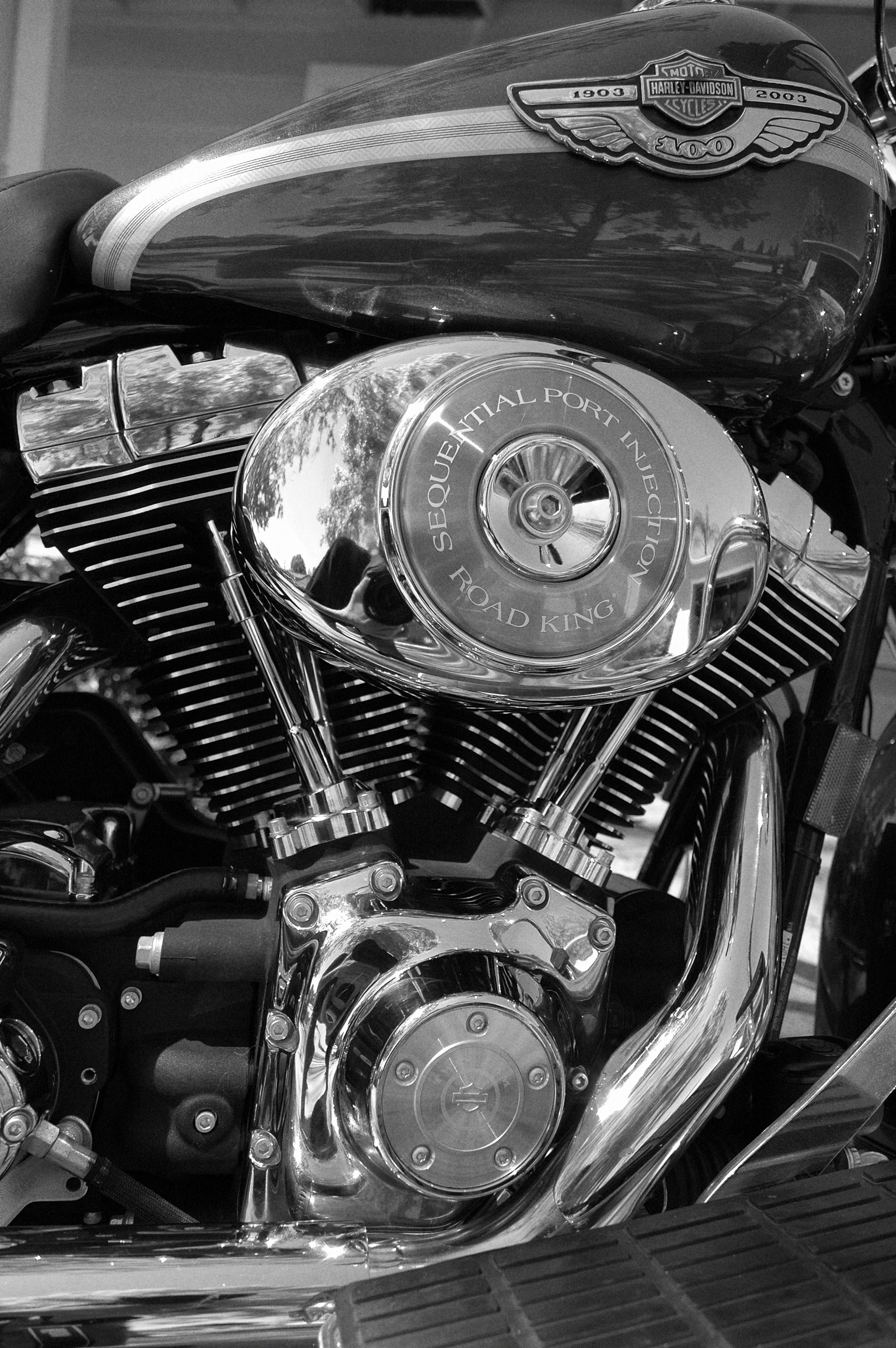
V-twin HD de 1.450 cc

Els clàssics motors Harley-Davidson són els V-twin (bicilíndrics en V), amb un angle de 45° entre els cilindres. El cigonyal té una sola clavilla i els dos pistons hi estan connectats per mitjà de les bieles.
Aquest angle de 45° està protegit per diverses patents dels Estats Units i és una solució d'enginyeria que permet un motor gran i amb un parell motor alt en un espai relativament reduït. Al mateix temps, fa que els cilindres s'activin a intervals desiguals i produeixin el característic so agitat (descrit sovint com a "potato-potato" en anglès), tan fortament lligat a la marca. Aquest so especial és comparable també al que fa un cavall en cavalcar: pop-pop, pop-pop.
Per tal de simplificar el motor i reduir costos, l'encesa del V-twin va ser dissenyada per a funcionar amb un únic conjunt de punts i sense distribuïdor. Aquest sistema es coneix com a encesa de doble foc i provoca que ambdues bugies s'encenguin independentment de quin cilindre estigui en temps de compressió; mentre una coincideix amb aquest temps, l'altra s'encén quan el seu cilindre és en temps d'escapament, cosa que a la pràctica "malbarata una espurna". El so de l'escapament recorda una mena de grunyits guturals amb alguns espetecs. El disseny del motor a 45° crea així una seqüenciació d'encesa de les bugies: el primer cilindre es dispara, el segon (el del darrere) es dispara 315° després, hi ha un espai de 405° fins que el primer cilindre es torna a disparar, i tot això dona al motor el seu so únic.
Harley-Davidson ha fet servir diversos sistemes d'encesa al llarg de la seva història, ja sigui el sistema inicial de punts i condensador (les Big Twin i Sportster fins al 1978), el sistema de magneto emprat en alguns models Sportster entre el 1958 i el 1969 -un dels primers sistemes electrònics amb mecanisme centrífug de pesos avançats (tots els models des de mitjan 1978 fins al 1979), o el tardà sistema electrònic amb mòdul de control d'encesa transistoritzat, conegut familiarment com a "caixa negra" o "cervell" (tots els models del 1980 a l'actualitat).
D'ençà de 1995, la companyia va introduir la injecció electrònica de combustible (EFI) com a opció per a l'edició de l'Electra Glide 30è aniversari. L'EFI va esdevenir estàndard en totes les motocicletes Harley-Davidson, incloses les Sportster, després de la introducció de la línia de productes del 2007.
El 1991, Harley-Davidson va començar a participar en el Sound Quality Working Group, fundat per Orfield Labs, Bruel and Kjaer, TEAC, Yamaha, Sennheiser, SMS i Cortex. Aquest va ser el primer grup dels EUA a compartir investigacions sobre acústica psicològica. Més tard, aquell mateix any, Harley-Davidson va participar en una sèrie d'estudis sobre la qualitat del so als Orfield Labs, basats en enregistraments realitzats al circuit Talladega Superspeedway, amb l'objectiu d'abaixar el nivell de soroll de les seves motos per tal d'ajustar-lo als estàndards de la UE mentre capturava analíticament el "Harley Sound". Aquesta investigació va donar lloc a les motocicletes que es van llançar de cara al 1998, ajustades a la normativa de la UE.
L'u de febrer de 1994, la companyia va presentar una sol·licitud d'identitat sonora per al característic soroll del motor de les motos Harley-Davidson: "La marca consisteix en el so de l'escapament de les motocicletes del sol·licitant, produït pels motors estàndard de motocicleta V-twin en funcionament" ("The mark consists of the exhaust sound of applicant's motorcycles, produced by V-twin, common crankpin motorcycle engines when the goods are in use"). Nou dels competidors de Harley-Davidson van presentar comentaris contraris a la sol·licitud, adduint que les motocicletes de tipus Cruiser de diverses marques empren motors V-twin d'una sola biela que produeixen un so semblant. Aquestes objeccions van anar seguides de diversos litigis. El juny del 2000, la companyia va abandonar els esforços per registrar a escala federal la seva marca comercial.

### V-twin grans

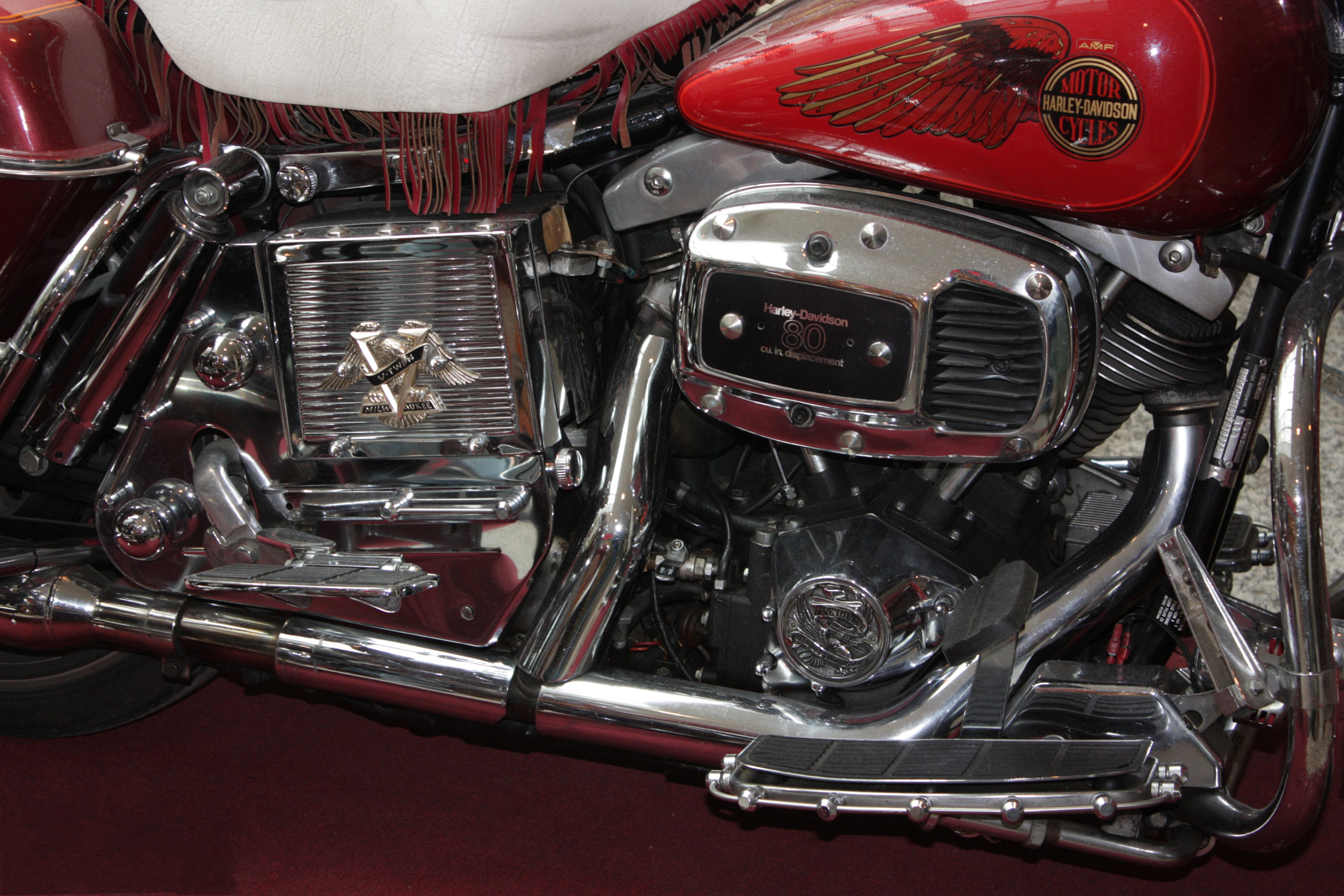
Motor de 1.340 cc i 70 CV d'una Electra Glide de 1981

- F-head, conegut també com a JD, vàlvula de butxaca i IOE (Intake Over Exhaust, "admissió superior"), 1914–1929 (1.000 cc) i 1922–1929 (1.200 cc)
- Flathead ("cap pla"), 1930–1949 (1.200 cc) i 1935–1941 (1.300 cc)
- Knucklehead ("cap d'artell"), 1936–1947 (1.000 cc) i 1941–1947 (1.200 cc)
- Panhead ("cap de paella"), 1948–1965 (1.000 cc) i 1948–1965 (1.200 cc)
- Shovelhead ("cap de pala"), 1966–1984 (1.200 cc) i 1.338 cc des de finals de 1978
- Evolution (conegut també com a Evo i Blockhead), 1984–1999 (1.340 cc)
- Twin Cam (conegut també com a Fathead -"capgros"-, tal com l'anomenà l'American Iron Magazine), 1999–2017, en les següents versions:
  - Twin Cam 88, 1999–2006 (1.450 cc)
  - Twin Cam 88B, versió amb contrapès del Twin Cam 88, 2000–2006 (1.450 cc)
  - Twin Cam 95, des del 2000 (1.550 cc), motors per als primers models CVO
  - Twin Cam 96, des del 2007. A partir del 2012, només els models personalitzats de Street Bob i Super Glide seguien emprant els motors de 1.584 cc
  - Twin Cam 103, 2003–2006 i 2009 (1.690 cc) -motors per als models CVO-, estàndard als models Touring del 2011 Ultra Limited, Road King Classic i Road Glide Ultra, i opcional als Road Glide Custom i Street Glide. Estàndard a la majoria de models del 2012 tret dels Sportster i dues Dyna (Street Bob i Super Glide Custom). Estàndard a tots els models Dyna del 2014
  - Twin Cam 110, 2007–2017 (1.800 cc) -motors per als models CVO, Soft Tail Slim S del 2016; FatBoy S, Low Rider S i Pro-Street Breakout.
- Milwaukee-Eight
  - Standard (1.746 cc): Estàndard als models Touring a partir del 2017 i als Softail des del 2018[125]
  - Twin-cooled (1.746 cc): Opcional en alguns models Touring i Trike a partir del 2017[126]
  - Twin-cooled (1.868 cc): Opcional als models Touring i Trike a partir del 2017, estàndard als models CVO del 2017[126]
  - Twin-cooled (1.923 cc): Estàndard als models CVO del 2018[127]

### V-twin petits
- Model D, 1929–1931, 750 cc
- Model R, 1932–1936, 750 cc

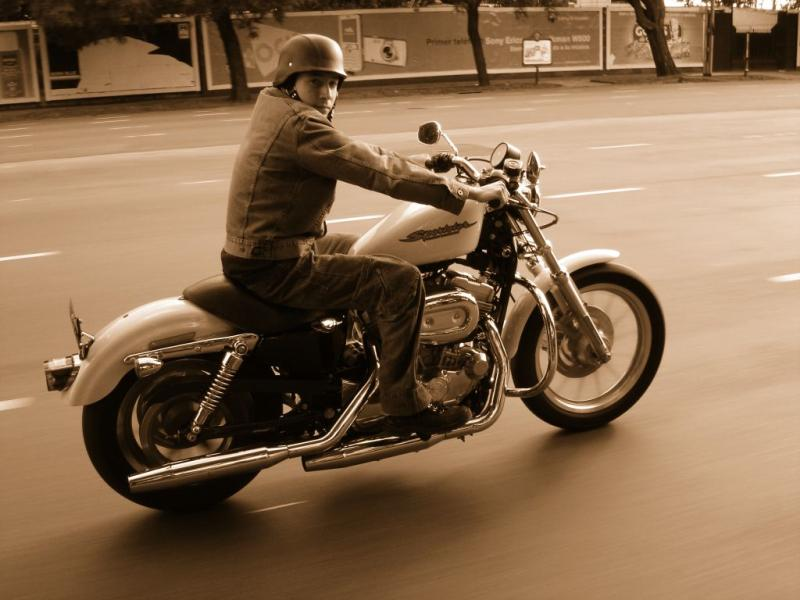
Sportster Evolution

- Model W, 1937–1952, 750 cc, "solo" (només xassís de dues rodes)
- Model G (Servi-Car), 1932–1973, 750 cc
- Model K, 1952–1953, 750 cc
- Model KH, 1954–1956, 900 cc
- Ironhead, 1957–1971, 883 cc; 1972–1985, 1.000 cc
- Evolution, des del 1986, 883, 1.100 i 1.200 cc

### Motor Revolution

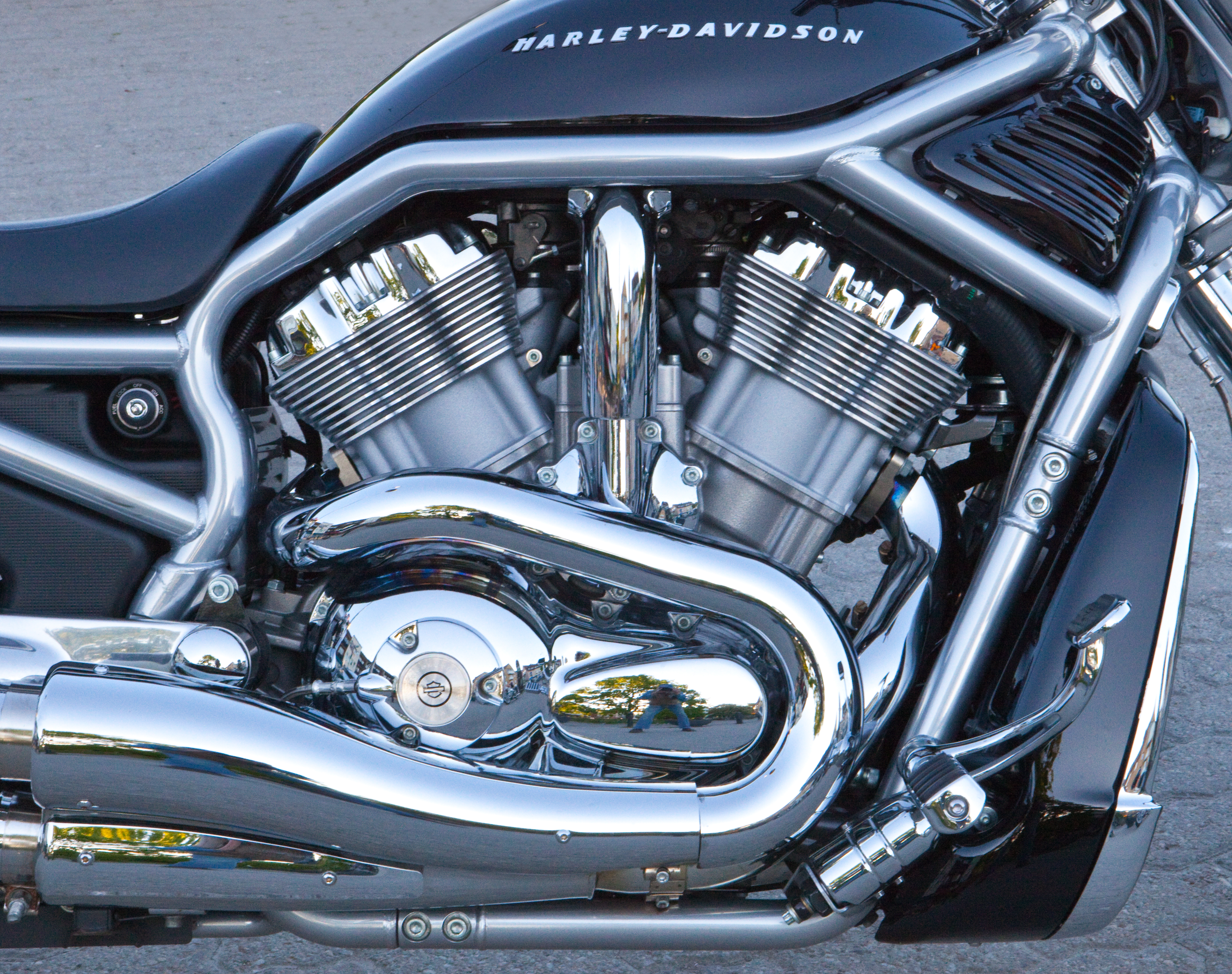
Motor Revolution en una HD V-Rod

El motor Revolution es basa en el programa de competició en Superbike VR-1000, desenvolupat per la Powertrain Engineering de Harley-Davidson amb la col·laboració de Porsche, empresa que va ajudar a fer que el motor fos adequat per a l'ús al carrer. Es tracta d'un motor refrigerat per aigua DOHC V-twin de 60 graus contrapesat internament de 1.130 cc que lliura 115 CV a 8.250 rpm al cigonyal, amb un topall de 9.000 rpm.
 Es va llançar el 2001 amb la nova línia VRSC (V-Rod) per a la temporada del 2002, començant pel model VRSCA (V-Twin Racing Street Custom). El Revolution marca la primera col·laboració de Harley amb Porsche des del projecte V4 Nova, el qual, com el V-Rod, va representar una sortida radical de la línia tradicional de Harley fins que va ser cancel·lada per AMF el 1981 a favor del motor Evolution.
De cara als anys 2005 i 2006 se'n va oferir una versió Screamin' Eagle de 1.250 cc, i posteriorment va ser present en un únic model de producció entre el 2005 i el 2007. El 2008, el Revolution de 1.250 cc va esdevenir estàndard per a tota la línia VRSC. Harley-Davidson declara 123 CV per al model VRSCAW del 2008. El model VRXSE Destroyer està equipat amb un innovador motor Revolution Screamin' Eagle de 1.300 cc que lliura més de 165 CV.
Les versions de 750 i 500 cc del motor Revolution es fan servir a la línia Street de Cruisers lleugeres. Aquests motors, anomenats Revolution X, tenen una única lleva aèria, regulació de vàlvula de rosca i contracorrent, un únic contrapès intern i càrters dividits verticalment; tots aquests canvis fan que siguin diferents del disseny original del Revolution.

#### Test a Düsseldorf
El motor Revolution va ser sotmès a una prova de resistència extrema en una instal·lació de dinamòmetre a la fàbrica Harley-Davidson de Milwaukee que simulava les Autobahn (autopistes sense límit de velocitat) alemanyes. La prova es va dur a terme conjuntament amb el centre de recerca i desenvolupament Porsche de Weissach, prop de Stuttgart, a Düsseldorf. Nombroses unitats de motors varen fallar fins que un d'ells va superar amb èxit les 500 hores de funcionament continu. Aquest va ser el punt de referència perquè els enginyers aprovessin l'inici de la producció del motor Revolution, el qual es va recollir en un documental especial de Harley-Davidson emès el 14 d'octubre del 2001 al Discovery Channel: Birth of the V-Rod.

### Motors monocilíndrics
Monocilíndrics IOE

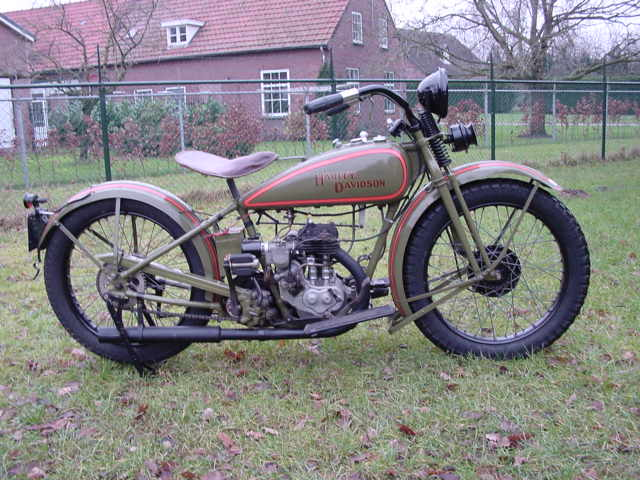
Harley-Davidson monocilíndrica de 1928

Les primeres motocicletes Harley-Davidson funcionaven amb motors monocilíndrics IOE amb la vàlvula d'entrada accionada pel buit del motor, basada en el patró De Dion-Bouton. Els monocilíndrics d'aquest tipus es van seguir fabricant fins a 1913, quan es va fer servir un sistema de vareta d'empenta i balancí per a fer funcionar la vàlvula d'entrada superior, un sistema similar a l'emprat en els V-Twin des de 1911. Els motors monocilíndrics es van deixar de fabricar el 1918.
Monocilíndrics de capçal pla i OHV
Els motors monocilíndrics es van reintroduir el 1925 dins la línia de models de 1926. Aquests motors estigueren disponibles en versió de capçal pla o de vàlvules aèries fins al 1930, i després només com a capçal pla (flatheads). Les monocilíndriques de capçal pla es van designar com a Model A per a motors equipats només amb sistemes magneto i Model B per a motors amb bateria i sistemes de bobines, mentre que les versions de vàlvules aèries van ser designades Model AA i Model BA respectivament, i una versió de curses només amb magneto va ser designada Model S. Aquesta línia de motocicletes monocilíndriques es va abandonar el 1934.

## Famílies de models
Les motocicletes actuals de Harley pertanyen a una de les següents set famílies de models: Touring, Softail, Dyna, Sportster, Vrod, Street i LiveWire. Aquestes famílies es distingeixen pel bastidor, el motor, la suspensió i altres característiques.

### Touring

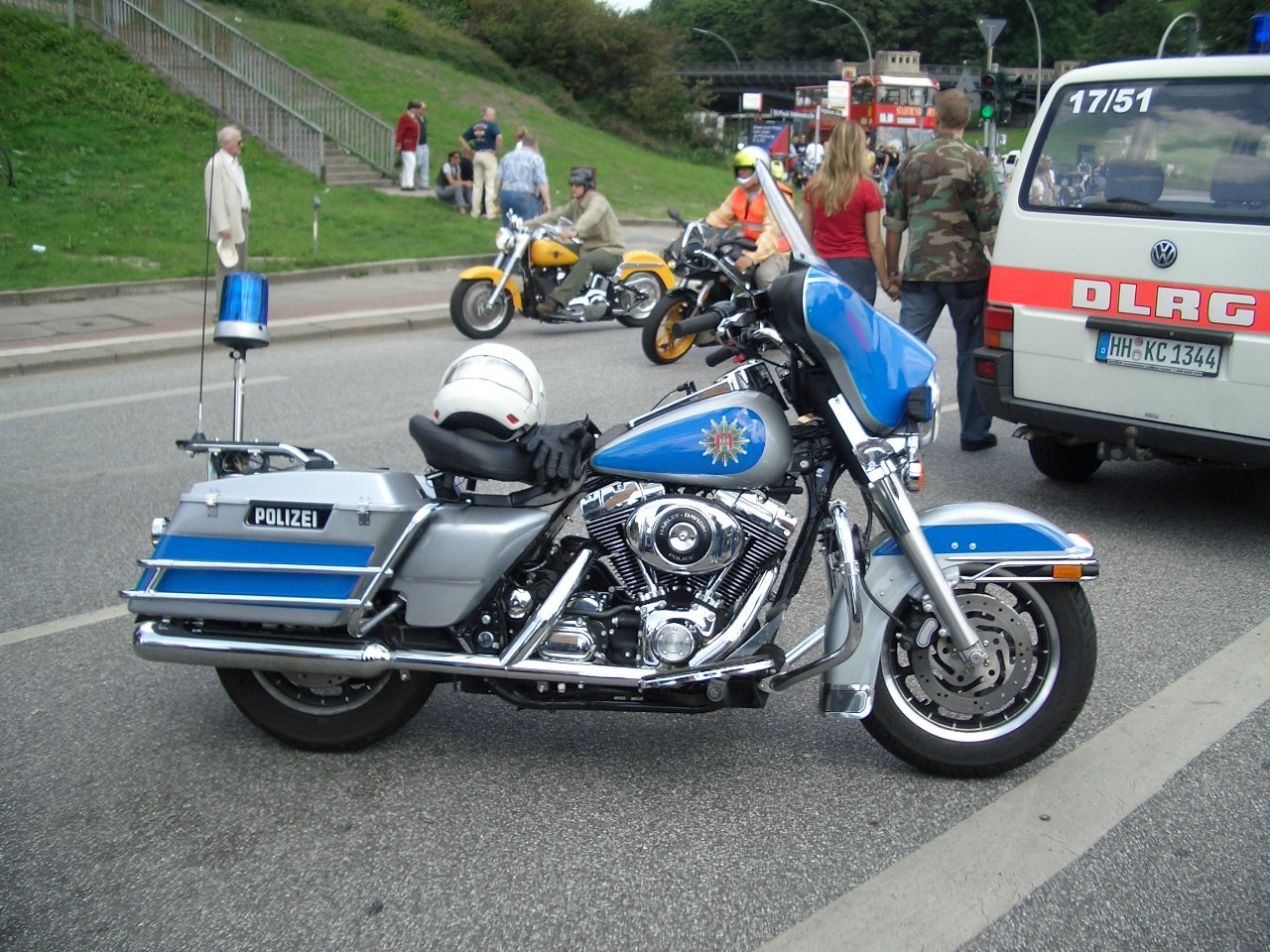
Electra Glide de la policia d'Hamburg

Els models Touring ("turisme") fan servir motors Big-Twin i forquilles telescòpiques de gran diàmetre. Totes les designacions de Touring comencen amb les lletres FL, per exemple, FLHR (Road King) i FLTR (Road Glide).
La família Touring, també coneguda com a "dressers" o "baggers", inclou els models Road King, Road Glide, Street Glide i Electra Glide, oferts en diverses versions. Les Road King tenen un aspecte de "creuer retro" i estan equipades amb un gran parabrisa transparent; recorden els grans models bicilíndrics dels anys quaranta i cinquanta. Les Electra Glide es poden identificar pels seus carenats frontals complets. La majoria d'Electra Glide tenen un carenat muntat sobre la forquilla que s'anomena "Batwing" a causa de la seva forma inconfusible d'ala de ratpenat. La Road Glide i la Road Glide Ultra Classic duen un carenat muntat al marc que s'anomena "Sharknose", nas de tauró. El Sharknose consta d'un únic doble far frontal.
Els models Touring es distingeixen per les seves grans maletes laterals i la suspensió posterior de molles visible, i són els únics que ofereixen carenats complets amb ràdio i sistema de ràdio mòbil. Tots els models Touring fan servir el mateix bastidor, introduït per primera vegada amb un motor Shovelhead el 1980 i mantingut amb només petites actualitzacions fins al 2009, quan es va redissenyar extensament. El bastidor es distingeix per la ubicació del cap de direcció davant de les forquilles i va ser el primer xassís HD que va muntar la transmissió sobre blocs de goma per a aïllar el pilot de la vibració del gran V-twin.
El bastidor es va modificar per al model del 1993 tot passant el dipòsit d'oli per sota de la transmissió i traslladant la bateria cap a l'interior des de la maleta dreta, sota el seient. El 1997, el bastidor es va tornar a modificar per a permetre una bateria més gran sota el seient i reduir-ne alhora l'alçada. El 2007, Harley-Davidson va presentar el motor Twin Cam 96 de 1.570 cc, així com la transmissió de sis velocitats per a permetre millors velocitats a la carretera.

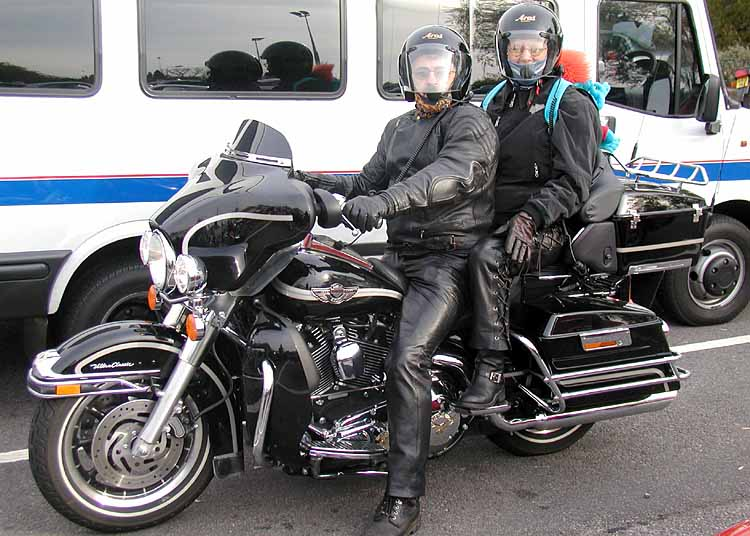
Electra Glide "Ultra Classic"

El 2006, Harley va presentar dins la seva línia Touring la FLHX Street Glide, una motocicleta dissenyada per Willie G. Davidson com a moto personal.
El 2008, Harley va afegir sistemes de frenada antiblocatge i control de velocitat de creuer com a opció a tots els models Touring (de sèrie als models CVO i Anniversary). Aquell any també s'introduí el nou dipòsit de combustible de 23 litres i l'accelerador per cable a tots els models de la família.
De cara al 2009, Harley-Davidson va redissenyar tota la gamma de turisme amb diversos canvis, entre ells els nous bastidor i basculant, un sistema de muntatge del motor completament revisat, rodes anteriors de 17 polzades per a tots els models tret del FLHRC Road King Clàssic i un escapament de 2–1–2. Els canvis aconsegueixen una major capacitat de càrrega, millor maniobrabilitat, motor més suau, més autonomia i menys escalfor del tub d'escapament transmesa a pilot i passatger. El model FLHTCUTG Tri-Glide Ultra Classic, també llançat per al 2009, és la primera Harley de tres rodes des que es va deixar de produir el Servi-Car el 1973. Aquest model presenta un marc únic i un motor de 1.690 cc exclusiu.
El 2014, Harley-Davidson va llançar un redisseny específic per a les seves motocicletes Touring anomenat "Projecte Rushmore". Entre els canvis hi ha un nou motor 103CI d'alt rendiment, maletes i compartiments que s'obren fàcilment amb una sola mà, el nou "Boom! Box Infotainment system" amb pantalles de 4,3 o 6,5 polzades amb funcionalitat de pantalla tàctil (només per als de 6,5 polzades), Bluetooth (per a multimèdia i telèfons amb dispositius compatibles), GPS i SiriusXM disponibles, funcionalitat de text a veu (per a dispositius compatibles) i connectivitat USB amb càrrega. Altres característiques són l'ABS amb frens Reflex, estètica millorada, il·luminació halògena o LED i comoditat del passatger millorada.

La Harley-Davidson Electra Glide
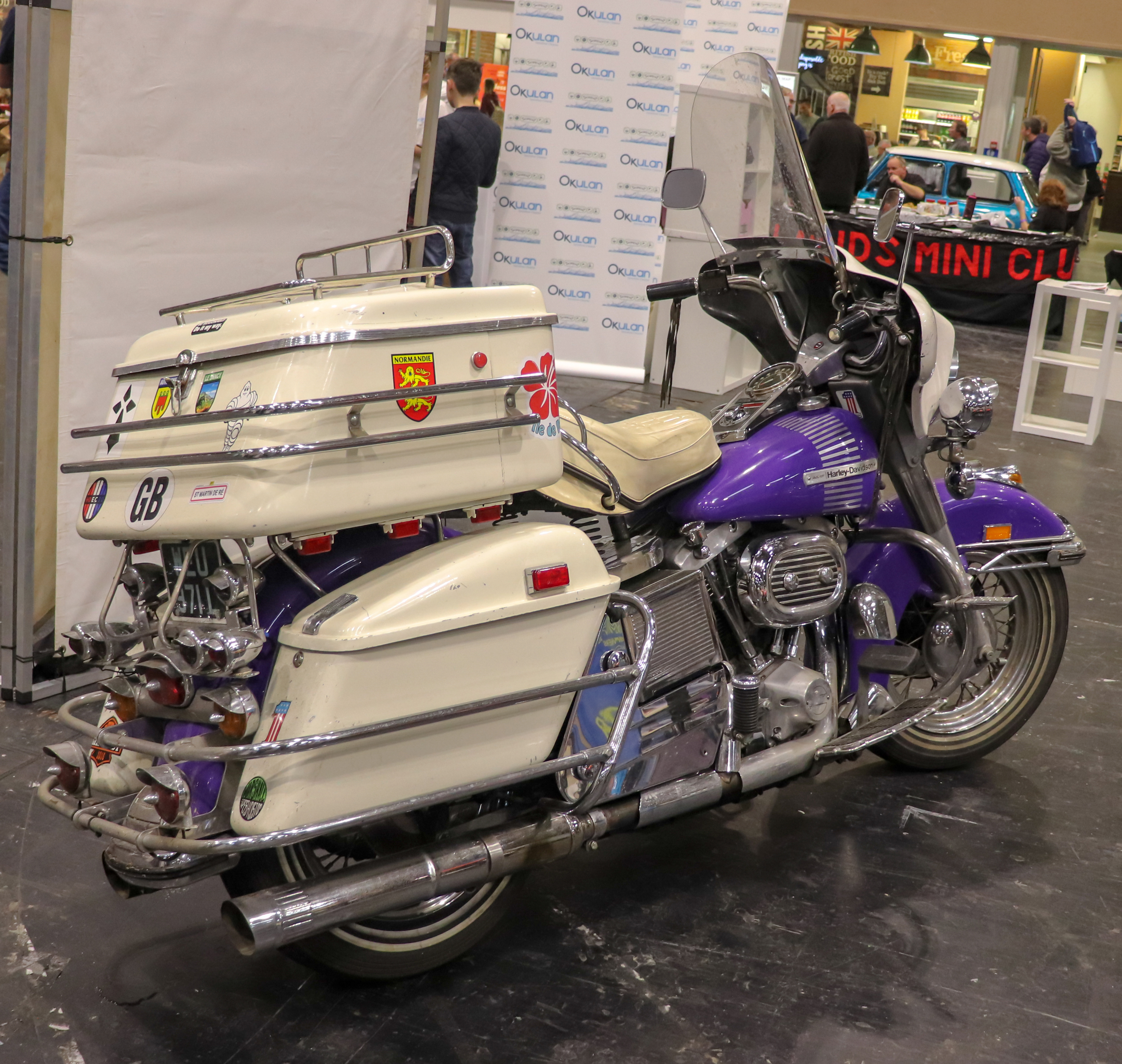
HD Electra Glide 1200 cc (1973)
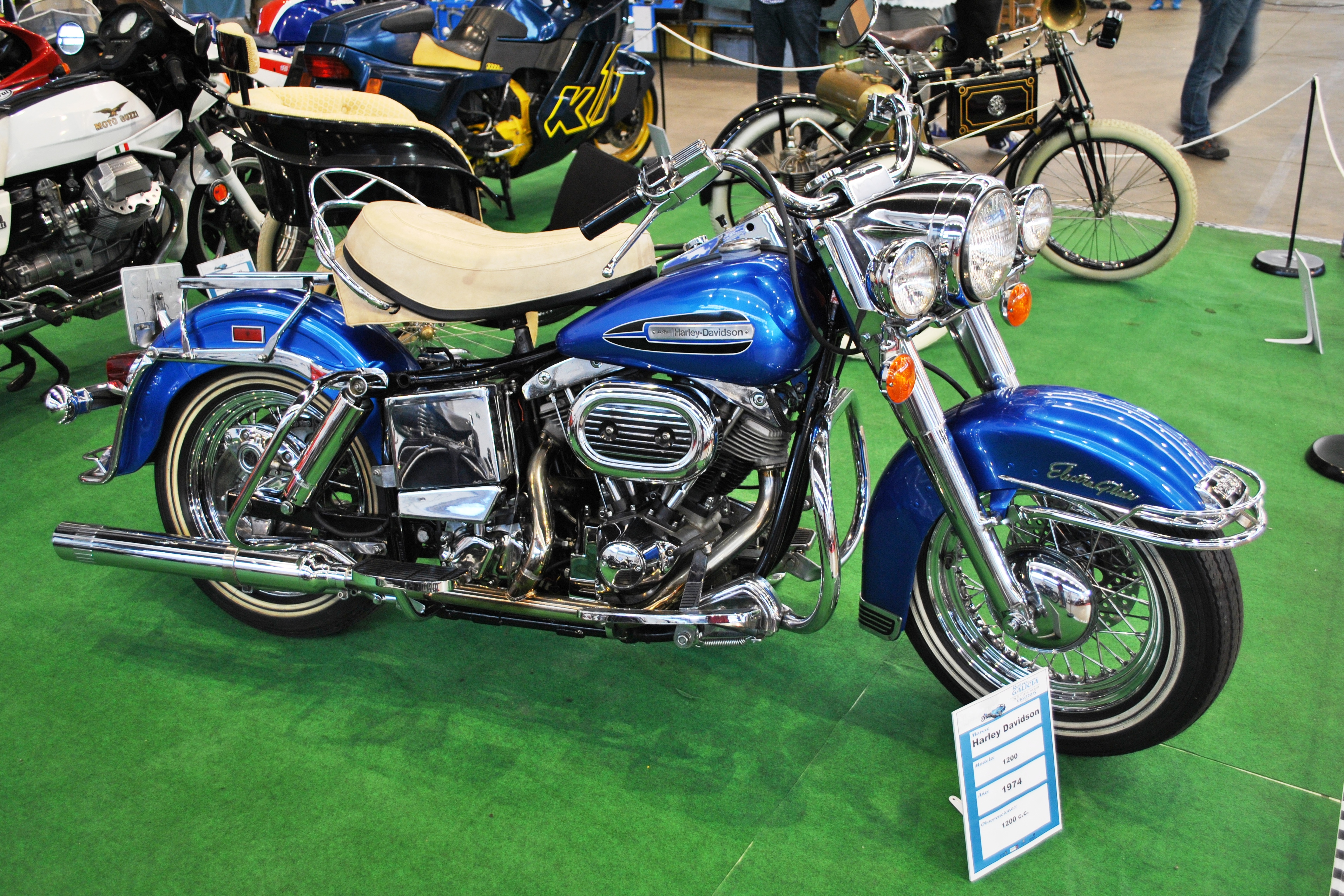
HD Electra Glide 1200 cc (1974)
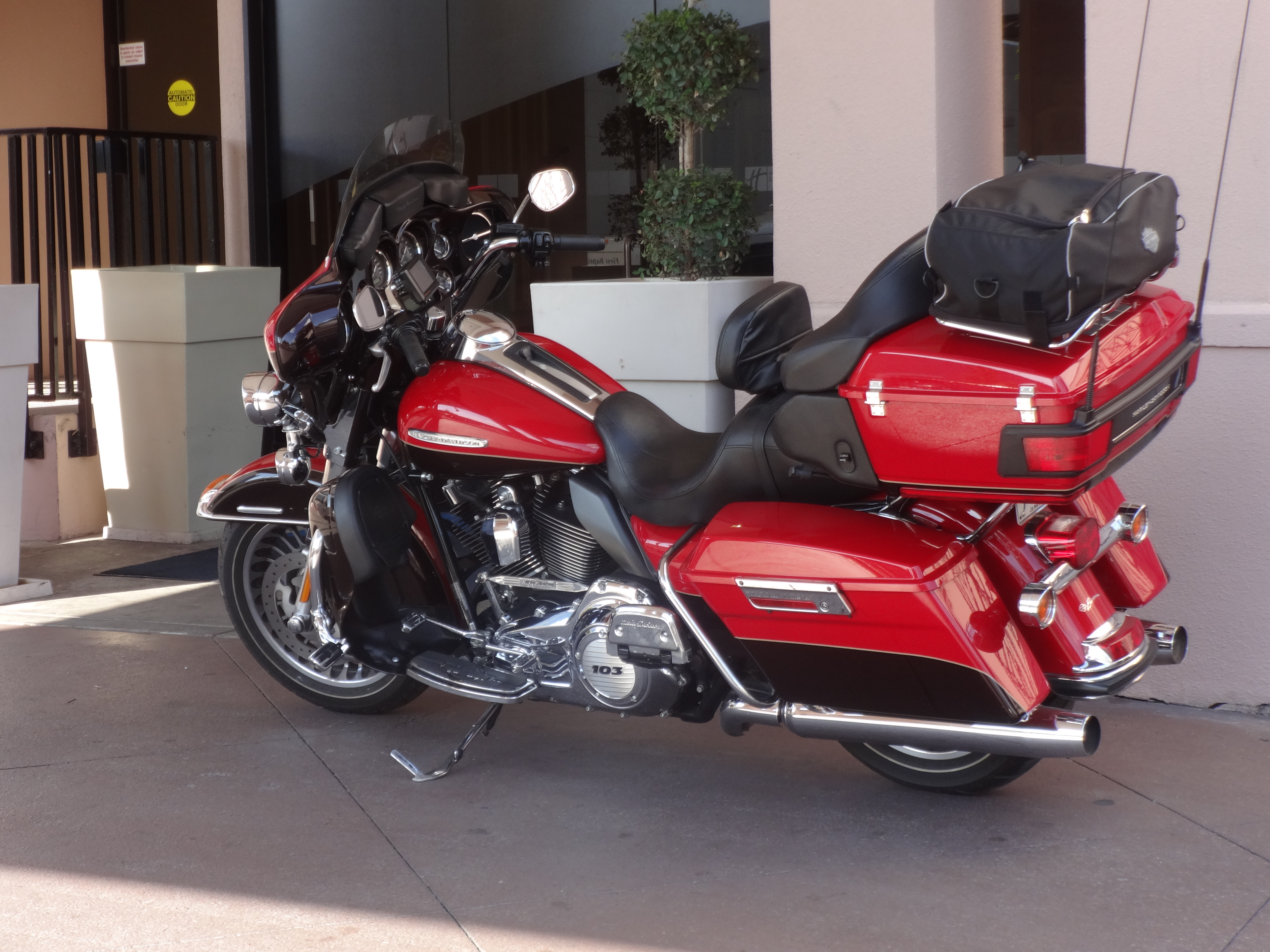
Un model del 2015
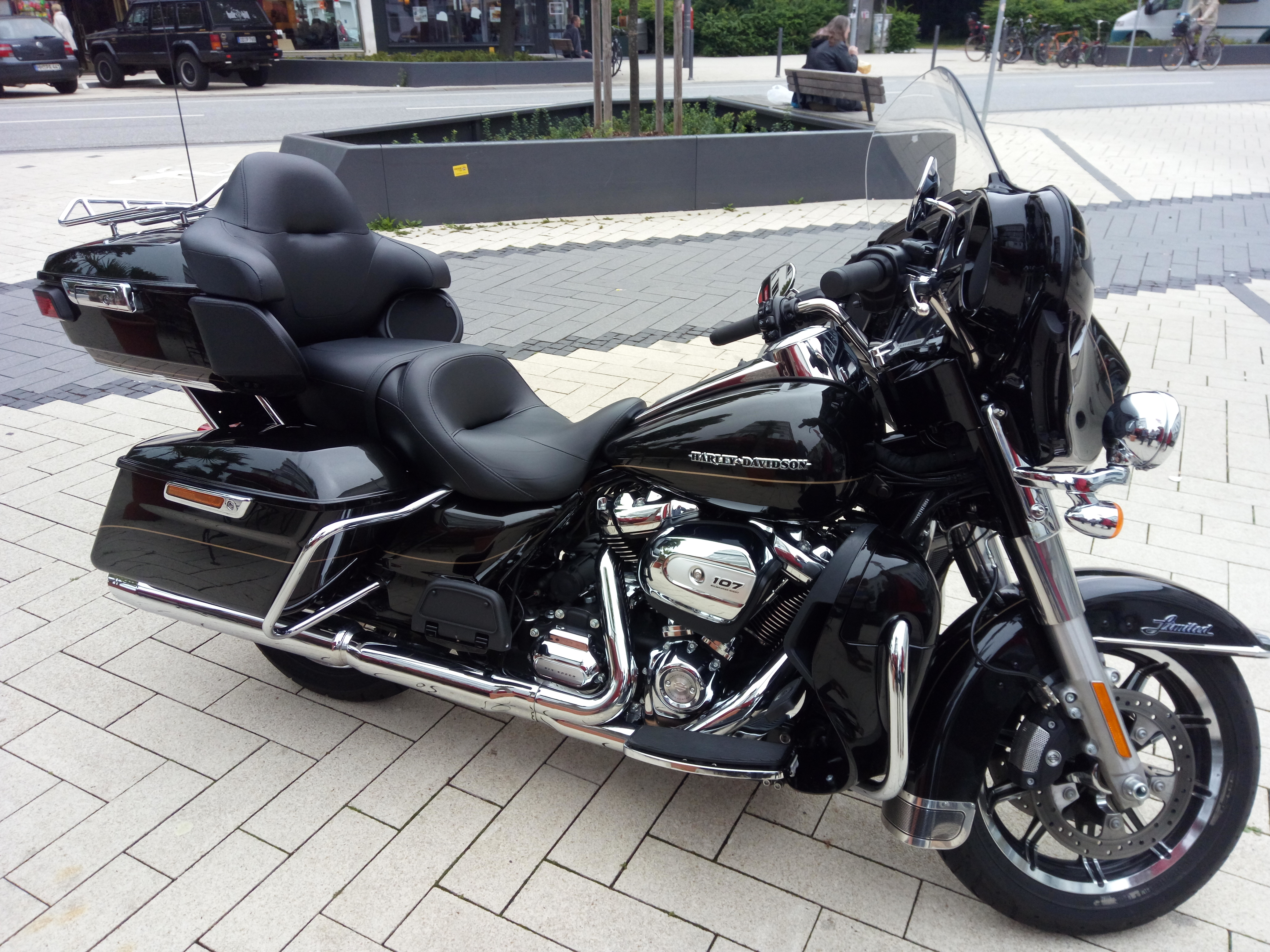
Un model del 2017
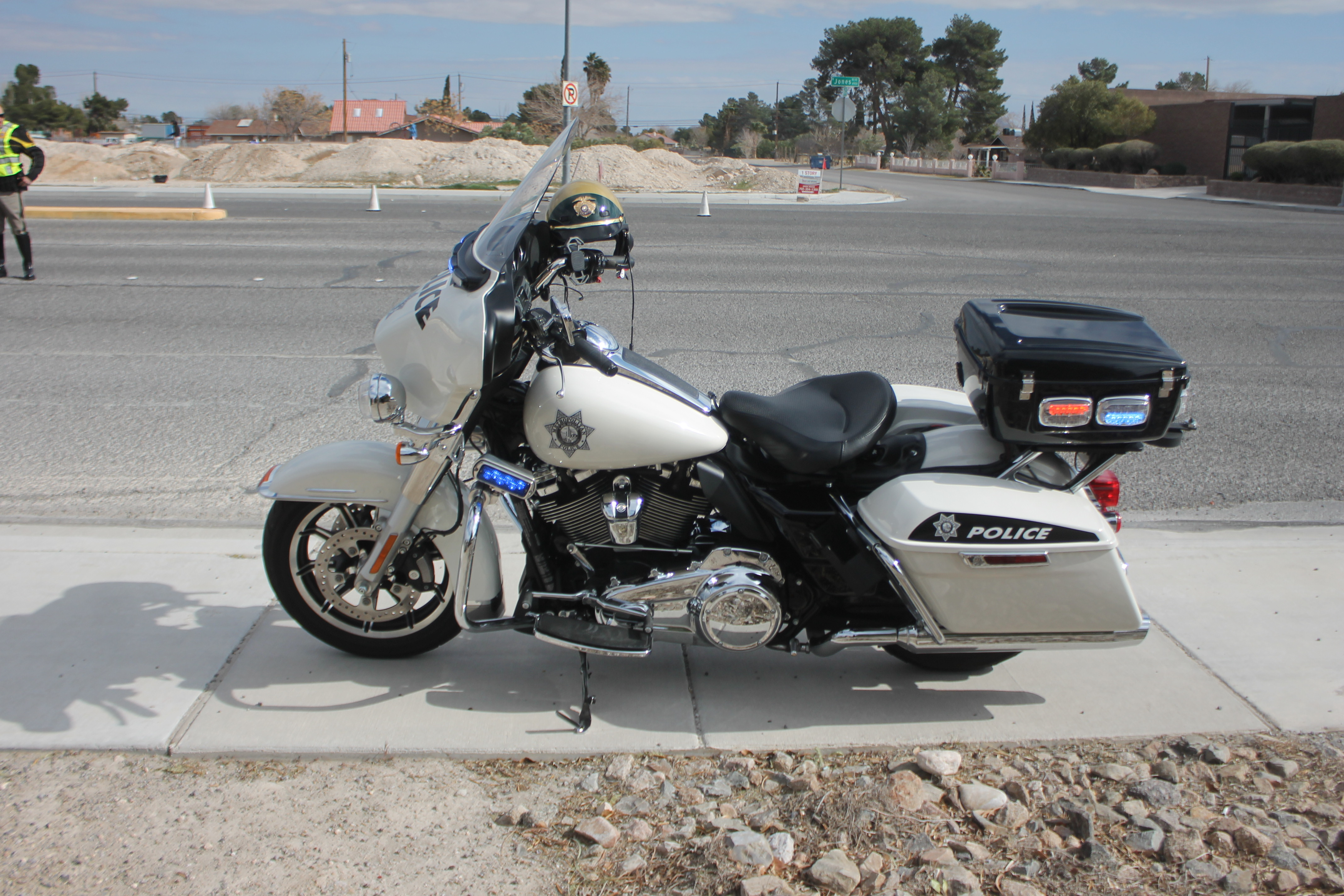
Unitat de la Policia Metropolitana de Las vegas (2020)

### Softail

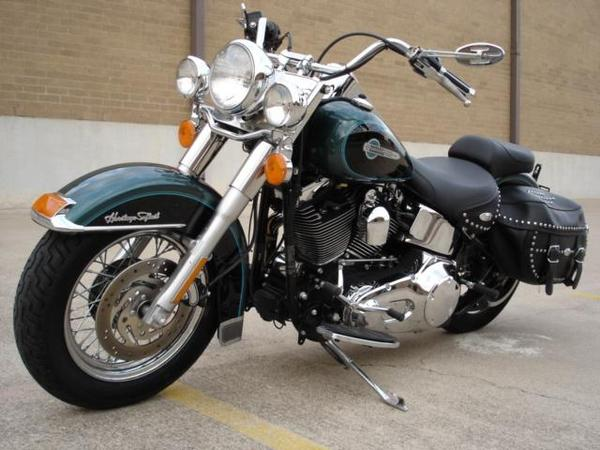
Softail Heritage Classic del 2002

Equipades amb grans motors bicilíndrics, aquestes motocicletes es basen en la gran tradició de la marca. El nom ("cua suau") els ve de la suspensió posterior, amagada sota la transmissió, que les fa visualment semblants a les choppers "de cua dura" ("hardtail"), populars als anys seixanta i setanta, així com a la seva pròpia història anterior. D'acord amb aquesta tradició, Harley ofereix models Softail amb un estil "Heritage" que incorporen dissenys de tota la seva història.
Designació
Els models Softail fan servir el motor big-twin (F) i el xassís Softail (ST).
- Les designacions dels models Softail amb rodes anteriors de 21 polzades comencen per FX, per exemple, FXSTB (Night Train), FXSTD (Deuce) i FXSTS (Springer).
- Les designacions dels models Softail amb rodes anteriors de 16 polzades comencen per FL, per exemple, FLSTF (Fat Boy), FLSTC (Heritage Softail Classic), FLSTN (Softail Deluxe) i FLS (Softail Slim).
- Les designacions dels models Softail amb forquilles Springer i roda de 21 polzades comencen per FXSTS, per exemple, FXSTS (Springer Softail) i FXSTSB (Bad Boy).
- Les designacions dels models Softail amb forquilles Springer i roda de 16 polzades comencen per FLSTS, per exemple, FLSTSC (Springer Classic) i FLSTSB (Cross Bones).

### Dyna

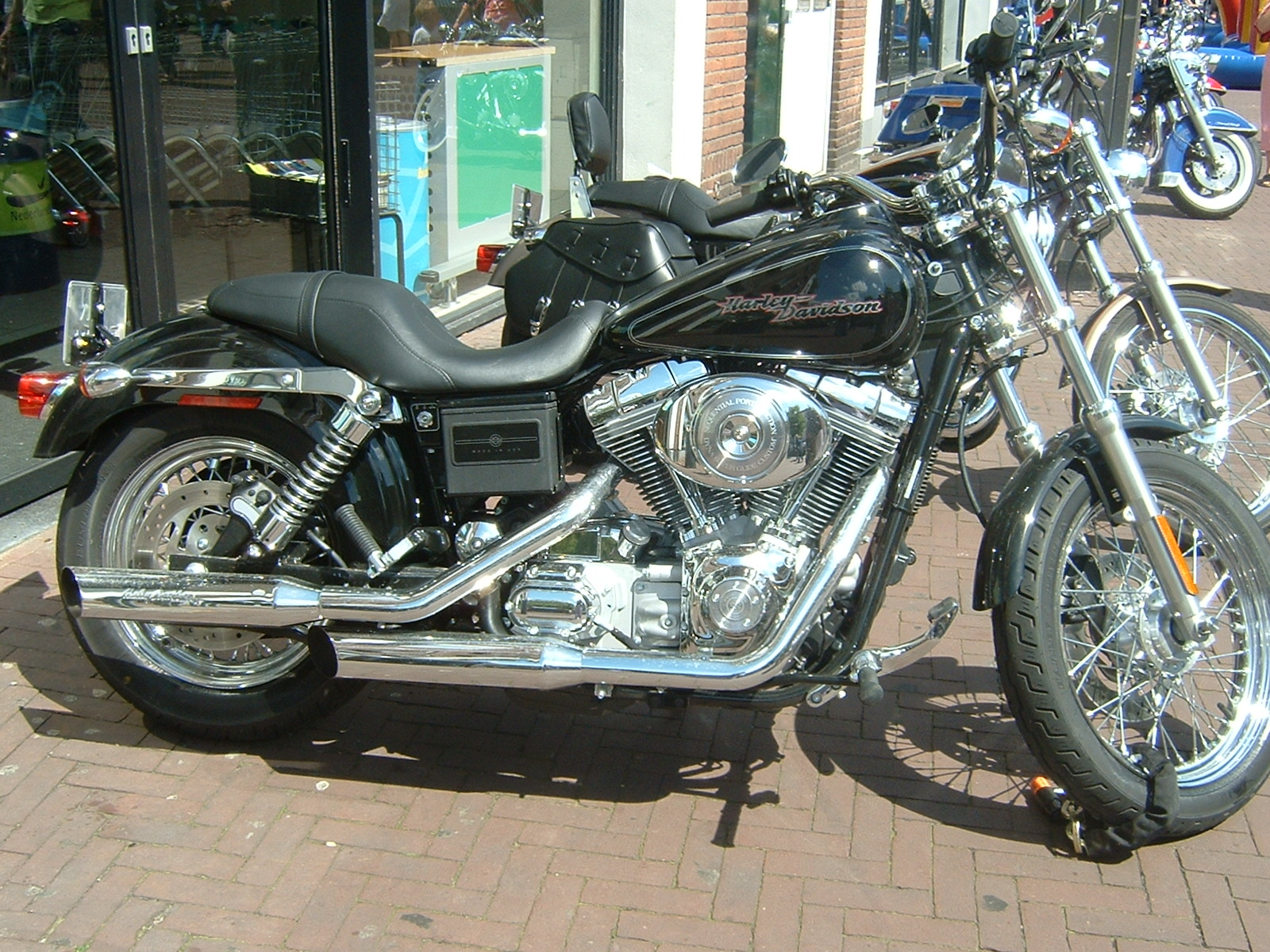
Dyna Super Glide Custom del 2005

Les motocicletes amb xassís Dyna es van desenvolupar als anys vuitanta i començaments dels noranta i es van estrenar el 1991 amb el model FXDB Sturgis, ofert en edicions limitades. El 1992, la línia va continuar amb la FXDB Daytona d'edició limitada i un model de producció anomenat FXD Super Glide. El nou xassís DYNA duu motors bicilíndrics grans i té un estil tradicional. Aquests models es distingeixen dels Softail per la tradicional suspensió posterior de molles visible que connecta el basculant al xassís, i de l'Sportster pels seus motors més grans. En aquests models, la transmissió també allotja el dipòsit d'oli del motor.
Abans del 2006, els models Dyna tenien normalment una forquilla i roda anterior d'estil XL estretes, de 39 mm, a més de reposapeus on s'incloïa la lletra "X" a la designació del model. La gamma englobava tradicionalment els models Super Glide (FXD), Super Glide Custom (FXDC), Street Bob (FXDB) i Low Rider (FXDL). La Wide Glide (FXDWG) va ser una excepció, ja que presentava forquilles de 41 mm més gruixudes i una roda anterior estreta, però les forquilles es muntaven en suports triples més amples que els donaven un aspecte més fort. El 2008 es va introduir a la gamma la Dyna Fat Bob (FXDF), amb un estil agressiu on destacava un nou tub d'escapament 2–1–2, far doble, pneumàtic posterior de 180 mm i, per primera vegada a la línia Dyna, pneumàtic anterior de 130 mm. De cara al 2012, la Dyna Switchback (FLD) va esdevenir la primera de la gamma a trencar la tradició dels models FX tot incorporant plataformes per als peus, maletes dures pintades desmuntables, parabrisa de turisme, far carenat i pneumàtic anterior ample amb parafang complet. La nova part frontal s'assemblava als models FL dels anys 1968 a 1971.
La família Dyna va fer servir el motor de 1.440 cc del 1999 al 2006. El 2007 se'n va augmentar la cilindrada fins als 1.570 cc. De cara al 2012, el fabricant va començar a oferir models Dyna amb l'actualització de 1.690 cc. Tots els models Dyna duen el motor muntat sobre blocs de goma per tal d'aïllar-ne la vibració. Harley va abandonar la família Dyna el 2017 per a la gamma del 2018, tot substituint-la per un xassís Softail completament redissenyat; alguns dels models Dyna existents, llançats anteriorment per la companyia, s'han traslladat a la nova línia Softail.
Designació
Els models Dyna duen motors bicilíndrics grans (F), reposapeus marcats com a (X) tret de l'FLD Switchback de 2012, una Dyna que portava plataformes com les dels models de la família Touring (L) i xassís Dyna (D). Per tant, tret de la FLD del 2012 al 2016, totes les Dyna es designen amb noms que comencen amb FXD, per exemple, FXDWG (Dyna Wide Glide) i FXDL (Dyna Low Rider).

### Sportster

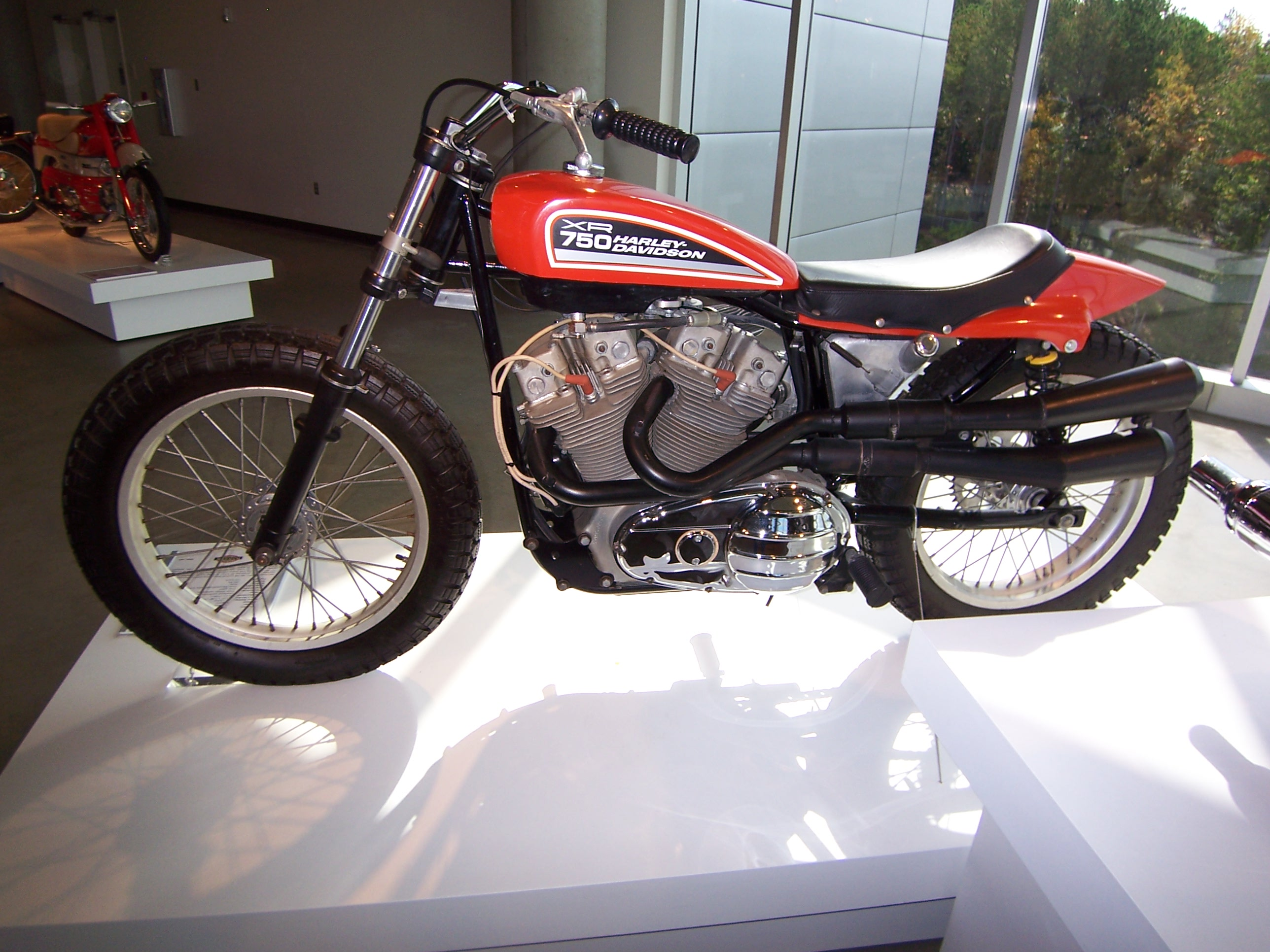
HD XR750 de 1980, per a Flat track. Les Sportster es basen en motors semblants.

Llançada el 1957, la família Sportster ("esportista") va ser concebuda com una línia de motocicletes de competició i es va fer popular als circuits de dirt track durant els anys seixanta i setanta. Més petites i lleugeres que els altres models de Harley, les Sportster contemporànies fan servir motors Evolution de 883 o 1.200 cc i, tot i que sovint es modifiquen, segueixen tenint un aspecte semblant als models de curses inicials.
Fins a la gamma del 2003, el motor de l'Sportster estava muntat rígidament al bastidor. L'Sportster 2004 va sortir amb un nou bastidor amb capacitat per muntar-hi el motor sobre goma. Això va fer la motocicleta més pesada i va reduir l'angle d'inclinació disponible, mentre que de l'altre costat va reduir la quantitat de vibracions transmeses al xassís i al pilot, proporcionant així una conducció més agradable per a pilot i passatger.
Amb els models del 2007, Harley-Davidson va celebrar el 50è aniversari de la Sportster i en va produir una edició limitada anomenada XL50, de la qual només se'n van vendre 2.000 unitats arreu del món. Cada motocicleta estava numerada individualment i venia en un dels dos colors, "Mirage Pearl Orange" o "Vivid Black". També el 2007 es va introduir la injecció electrònica de combustible a la família Sportster; a mitjans d'aquell any, es va presentar el model Nightster. El 2009, Harley-Davidson va afegir el model Iron 883 a la línia Sportster, com a part de la sèrie anomenada Dark Custom.
El 2008, Harley-Davidson va llançar la Sportster XR1200 a Europa, Àfrica i Orient Mitjà. La XR1200 duia un motor Evolution preparat per a atènyer els 91 CV, frens de disc frontals de quatre pistons i un basculant d'alumini. La revista Motorcyclist va presentar la XR1200 a la portada del seu número de juliol de 2008 i, en general, va referir-s'hi de forma positiva dins el seu article de prova, en què demanava repetidament a Harley-Davidson que vengués aquest model als Estats Units.

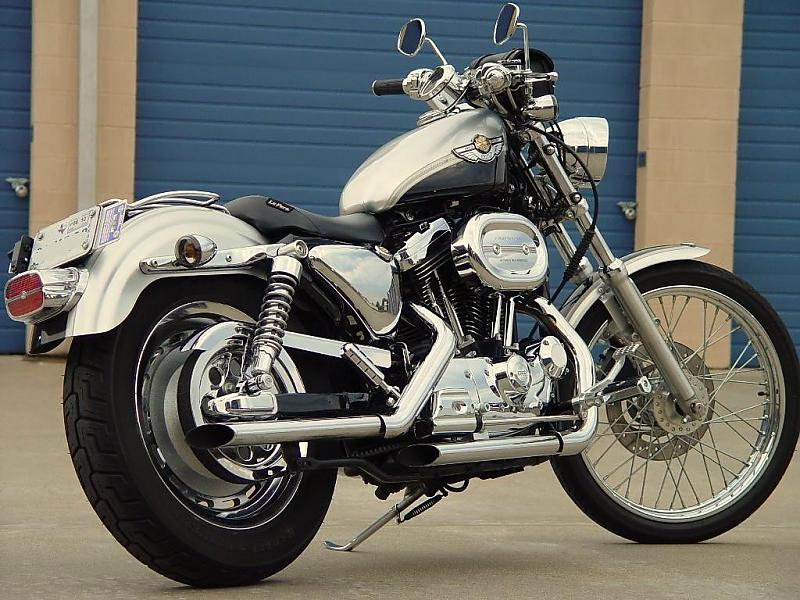
Harley-Davidson XL1200 Custom Anniversary Edition del 2003

Una possible raó de la seva disponibilitat endarrerida als Estats Units va ser el fet que Harley-Davidson va haver d'obtenir els drets de denominació "XR1200" de Storz Performance, una botiga de personalització de Harleys a Ventura (Califòrnia). La XR1200 es va llançar als Estats Units el 2009 en un esquema de colors especial que incloïa el "Mirage Orange", la qual en destacava l'herència de moto de dirt track. Els primers 750 models de la XR1200 del 2009 es van numerar i vendre amb una etiqueta amb el número 1 a la part frontal signada per Kenny Coolbeth i Scott Parker, així com una carta d'agraïment i benvinguda de l'empresa signada per Bill Davidson. L'XR1200 es va deixar de fabricar el 2013.
Designació
Tret de la XR1000 de carrer dels anys vuitanta i la XR1200, la majoria de models de la família Sportster destinats al carrer empraven el prefix XL a la seva designació.
Per als motors Sportster Evolution emprats des de mitjan anys vuitanta, hi ha hagut dues mides de motor. Les motocicletes amb el motor més petit es designen XL883, mentre que les duien el més gran es designaven inicialment XL1100. Quan es va apujar la mida del motor més gran de 1.100 a 1.200 cc, la designació es va canviar en conseqüència de XL1100 a XL1200. Les lletres posteriors dins la designació fan referència a variacions del model dins de la gamma Sportster, per exemple, XL883C fa referència a una Sportster Custom de 883 cc, mentre que XL1200S designava la Sportster Sport 1200 (actualment ja no disponible).

### VRSC
Llançada el 2001 i produïda fins al 2017, la família de motocicletes "musculades" VRSC s'assembla poc a la producció més tradicional de Harley. Competint contra les motocicletes del mateix tipus japoneses i americanes en el puixant segment de la motocicleta power cruiser ("creuer de força"), l'anomenada V-Rod fa servir el motor Revolution que, per primera vegada en la història de Harley, incorpora càmeres aèries i refrigeració líquida. El V-Rod es distingeix fàcilment a simple vista pel seu motor V-twin de 60 graus, el radiador i els components del bastidor hidroconformat que suporten la coberta arrodonida per dalt del filtre d'aire. La plataforma VRSC també es va fer servir per a dragsters (motocicletes per a curses d'acceleració) de fàbrica.
El 2008, Harley va afegir el sistema de frenada antiblocatge com a opció instal·lada de fàbrica en tots els models VRSC. També va augmentar la cilindrada del motor de sèrie de 1.130 a 1.250 cc, una capacitat que només havia estat disponible prèviament al model Screamin' Eagle, i va afegir un embragatge de sabatilles com a equipament estàndard.
Els models VRSC són els següents:
- VRSCA: V-Rod (2002–2006)
- VRSCAW: V-Rod (2007–2010)
- VRSCB: V-Rod (2004–2005)
- VRSCD: Night Rod (2006–2008)
- VRSCDX: Night Rod Special (2007–2014)
- VRSCSE: Screamin' Eagle CVO V-Rod (2005)
- VRSCSE2: Screamin' Eagle CVO V-Rod (2006)
- VRSCR: Street Rod (2006–2007)
- VRSCX: Screamin' Eagle Tribute V-Rod (2007)
- VRSCF: V-Rod Muscle (2009–2014).

Designació
Els models VRSC fan servir el motor Revolution (VR) i les versions de carrer es denominen Street Custom (SC). Després del prefix VRSC, comú a totes les motocicletes Street Revolution, la següent lletra indica el model, ja sigui A (base V-Rod: descatalogat), AW (base V-Rod + W de Wide -"ample"- amb un pneumàtic posterior de 240 mm), B (descatalogat), D (Night Rod: descatalogat), R (Street Rod: descatalogat), SE i SEII (CVO Special Edition) o X (Special edition). Es fa més diferenciació dins dels models amb una lletra addicional, per exemple, VRSCDX denota Night Rod Special.

#### VRXSE
La VRXSE V-Rod Destroyer és la motocicleta per a curses d'acceleració de producció de Harley-Davidson, construïda per a recórrer el quart de milla en menys de deu segons. Es basa en el mateix motor Revolution que empren els models de la línia VRSC, però el VRXSE fa servir un Screamin' Eagle de 1.300 cc amb cigonyal de 75 mm, pistons de 105 mm i cossos d'accelerador de 58 mm.
La V-Rod Destroyer no es pot conduir al carrer, motiu pel qual se la designa amb una "X" en comptes de "SC". "SE" indica una edició especial del CVO.

### Street

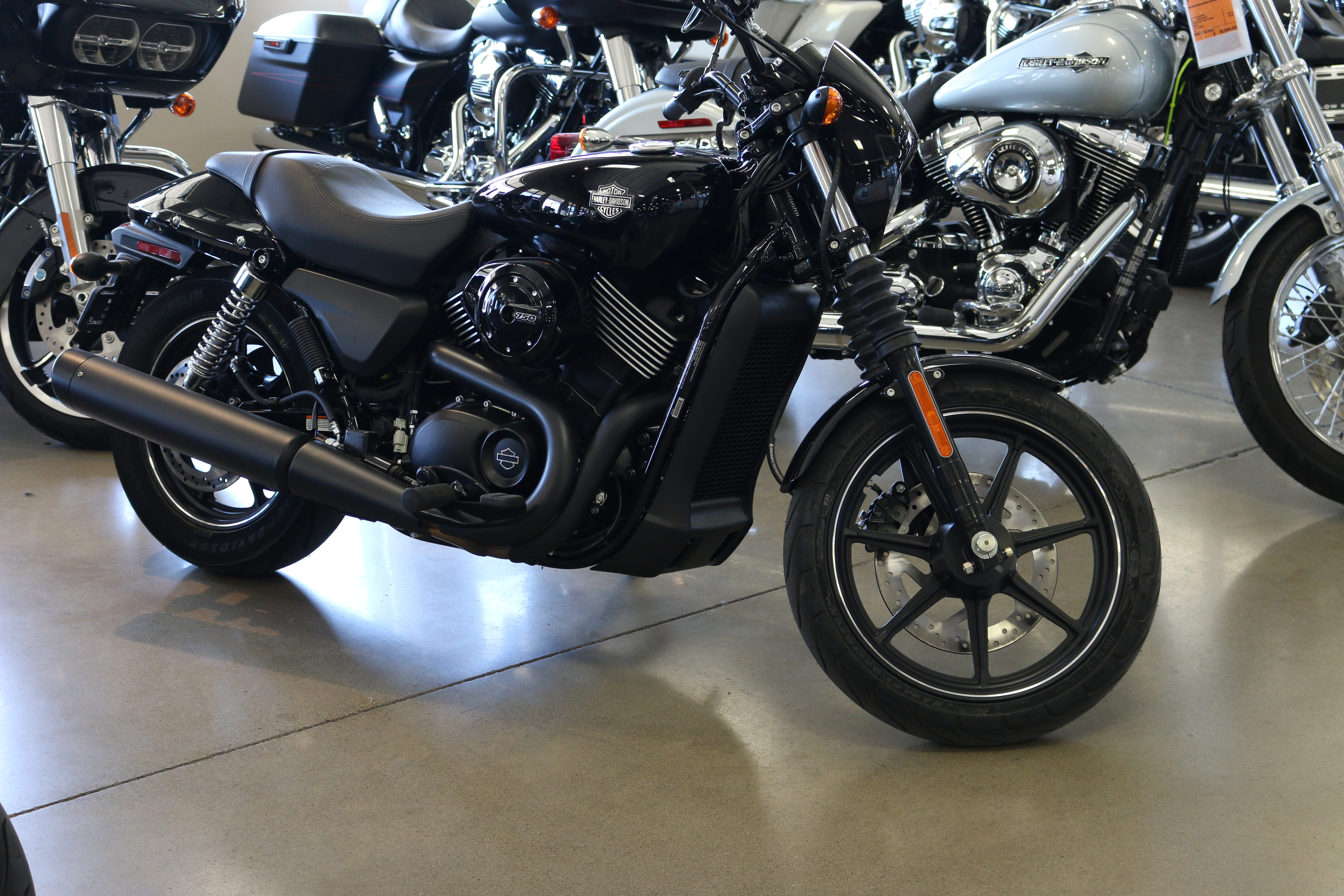
HD Street 750 del 2014

La Street ("carrer"), la plataforma més nova de Harley-Davidson i la seva primera plataforma en tretze anys, va ser dissenyada per a atraure conductors més joves que cerquen una motocicleta més lleugera a un preu més econòmic. El model Street 750 es va llançar durant l'Indian Auto Expo de 2014, a Delhi-NCR, el 5 de febrer d'aquell any. La moto pesa 218 kg i té una distància al terra de 144 mm, cosa que representa el pes més lleuger i l'alçada més gran d'entre totes les motocicletes Harley-Davidson disponibles actualment.
La Street 750 duu un motor V-twin nou de trinca de 60° amb refrigeració líquida anomenat Revolution X. A la Street 750, el motor cubica 749 cc i produeix 65 Nm a 4.000 rpm. Disposa de caixa de canvis de sis velocitats.
Els models Street 750 i Street 500 de menor cilindrada estan disponibles des de finals del 2014. Les motocicletes de la sèrie Street per al mercat nord-americà es construiran a la planta de Harley-Davidson de Kansas City, Missouri, mentre que per a altres mercats es construiran completament a la seva planta de Bawal, a l'Índia.

### LiveWire

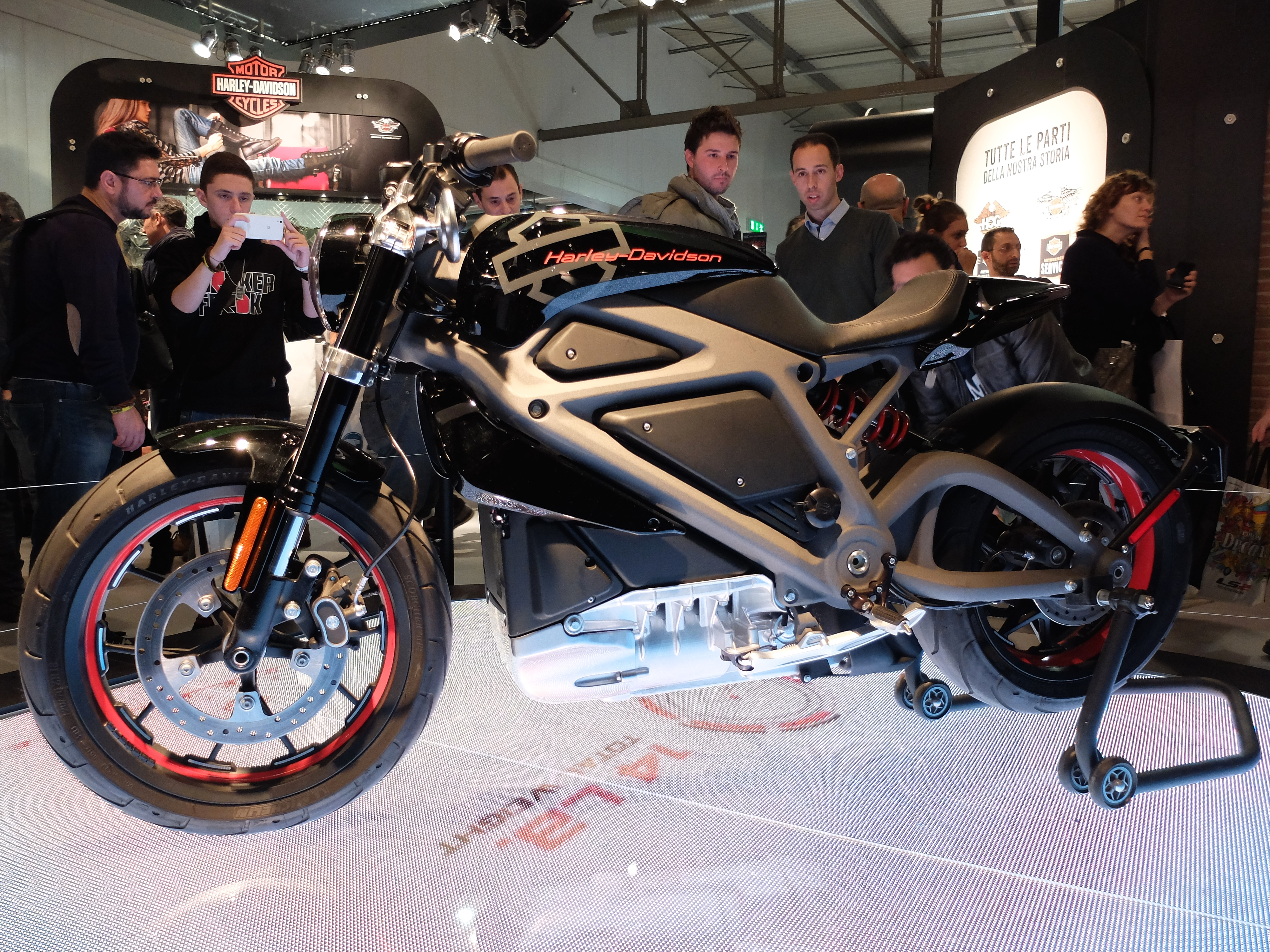
Harley-Davidson Livewire del 2014

La LiveWire de Harley-Davidson, llançada el 2019, és el primer vehicle elèctric de la companyia. La seva bateria d'alt voltatge proporciona una autonomia urbana mínima de 158 km. La LiveWire apunta a un tipus de client diferent del de les clàssiques motocicletes amb motor V-twin de la marca.
Al març del 2020 es va fer servir una Harley-Davidson LiveWire per a batre el rècord de distància de 24 hores per a una motocicleta elèctrica. La moto va recórrer 1.723 km en 23 hores i 48 minuts. La LiveWire ofereix una recàrrega lenta de nivell 1, que fa servir un endoll de corrent normal per a recarregar una bateria buida durant la nit o una càrrega ràpida de nivell 3 de corrent contínua. La càrrega ràpida recarrega la bateria en vora 40 minuts. El pilot suís Michel von Tell va emprar la càrrega de nivell 3 per a fer el trajecte de 24 hores.

## Custom Vehicle Operations
El Custom Vehicle Operations (CVO) és un equip dins de Harley-Davidson que produeix personalitzacions d'edició limitada dels models en estoc de la marca. Cada any, des de 1999, l'equip ha seleccionat de dos a cinc dels models base de la companyia i els ha afegit motors de major cilindrada, actualitzacions de rendiment, acabats de pintura en edició especial, components més cromats o accentuats, actualitzacions del sistema d'àudio i accessoris electrònics per tal de crear personalitzacions de primera qualitat per al mercat de customs de fàbrica.
Els models que s'actualitzen així més sovint són l'Ultra Classic Electra Glide, que ha estat seleccionada per al tractament CVO cada any des del 2006 fins a l'actualitat, i la Road King, que va ser seleccionada el 2002, 2003, 2007 i 2008. Les famílies Dyna, Softail i VRSC també han estat seleccionades per a la personalització del CVO.

## Competició
El nom de Harley-Davidson ha estat sempre estretament relacionat amb l'esport del motociclisme. Ja el 1904, la companyia va fer participar el seu primer prototip en una cursa a Milwaukee. La inicial rivalitat amb Indian es va mantenir durant anys, per bé que ja des del 1914, Harley-Davidson va començar a imposar-se a l'altra gran marca americana.

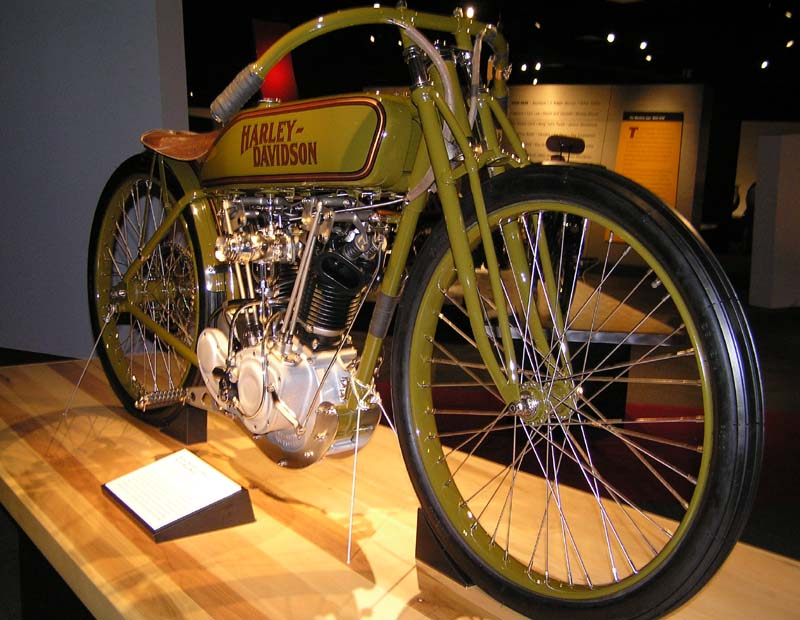
La Harley-Davidson "Model 8-Valve" de board track de 1923

Durant les dècades del 1910 i 1920, quan les curses en pista de taulons (board track racing) eren molt populars als EUA, Harley-Davidson va desenvolupar diversos models especialitzats que reeixiren en aquesta modalitat.
Fins a la dècada del 1940, les Harley-Davidson varen ser una de les opcions més habituals entre molts pilots europeus per a córrer-hi en tota mena de curses, desde pujades de muntanya a curses de velocitat, resistència i regularitat. Nombrosos guanyadors de proves tan diversos com ara la Päijänteen ympäriajo, el Bol d'Or, la Pujada a la Rabassada o l'incipient Campionat d'Espanya de velocitat ho varen fer amb una Harley-Davidson. Un dels pioners del motociclisme català de postguerra, Frederic Viñals, guanyà diverses curses amb la seva Harley durant els anys 40.
Més tard, les Harley també varen ser unes de les protagonistes de les primeres competicions de hillclimb que s'anaven creant al llarg dels EUA, com ara la Widowmaker de Croydon (Utah). Arribats a la dècada del 1970, durant l'etapa AMF i Aermacchi, l'empresa americana va destacar en competició internacional gràcies a les seves motos de Gran Premi, equipades amb els potents motors italians de dos temps de mitjana cilindrada. Entre el 1973 i el 1977, Harley-Davidson va mantenir un competitiu equip oficial al mundial de motociclisme per a disputar-hi les categories dels 250cc i 350cc format, entre d'altres, pel francès Michel Rougerie i els italians Gianfranco Bonera, Franco Uncini i Walter Villa. Qui més va reeixir de tots ells va ser el darrer, ja que va aconseguir quatre títols mundials en tres anys consecutius.

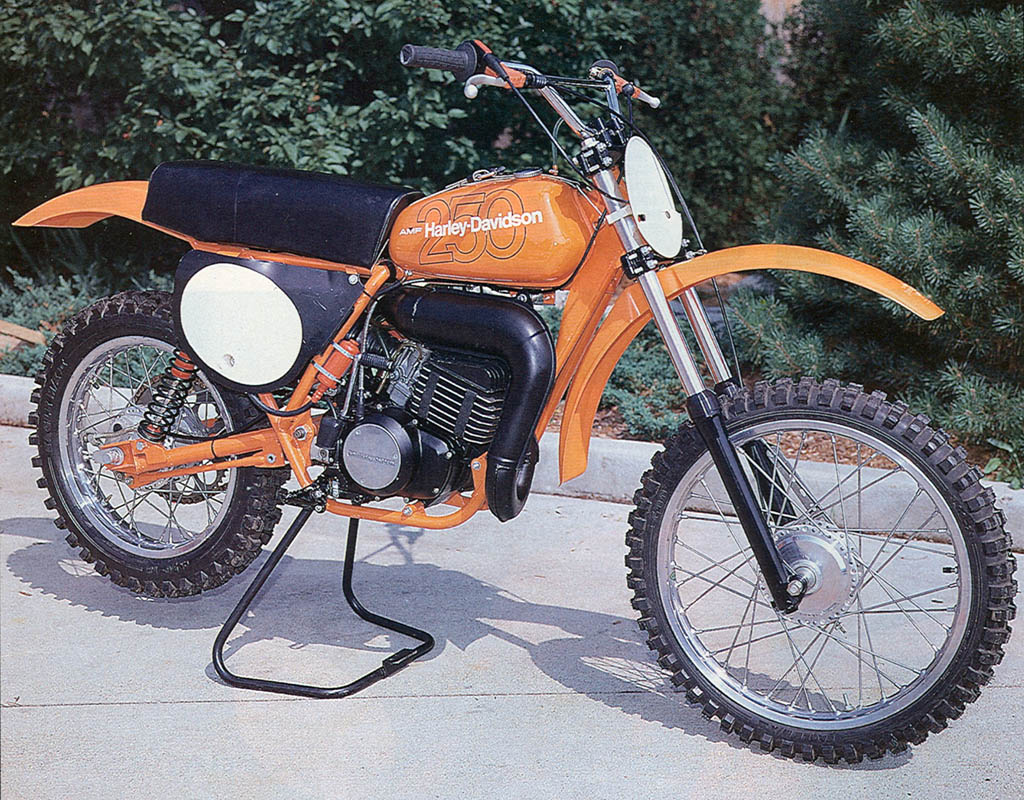
Una Harley-Davidson MX-250 de motocròs dels volts de 1978

Al mateix temps que començava l'aventura al mundial amb les Aermacchi, Harley-Davidson va provar sort també en el motocròs, especialment a escala americana però també amb alguna incursió internacional (el 1978, per exemple, la marca va ser present al Gran Premi d'Espanya, celebrat al circuit del Vallès, amb una motocicleta pilotada per l'italià Guido Vertemati). Pilots com ara Sonny DeFeo, Marty Tripes, Rich Eierstedt i Rex Staten van pilotar entre el 1974 i el 1979 les Harley MX-250, equipades amb motors de 242 cc de dos temps Aermacchi, en competicions com ara els Campionats AMA de motocròs i supercross i la Trans-AMA. L'èxit més destacat d'aquesta etapa va ser la victòria de Bruce Ogilvie a la Baja 500 de 1975 amb una MX-250.
Una altra disciplina motociclista on Harley-Davidson ha estat present durant anys és la de les curses d'acceleració, on les anomenades dragsters acostumen a dur motors d'aquesta marca atesa la seva gran cilindrada, la qual els permet d'aconseguir bons temps d'acceleració. La firma ha arribat a produir un model específic per a aquesta mena de competicions, la V-Rod Destroyer dels volts del 2005.
Però és a la modalitat del flat track on Harley-Davidson ha destacat més i de forma més continuada, dominant-ne les competicions nacionals als EUA en dura competència amb Indian primer, amb les britàniques Triumph, Norton i BSA després i amb les japoneses Yamaha, Honda, Suzuki i Kawasaki a l'actualitat. Entre el 1947 i el 2019, Harley-Davidson ha guanyat un total de 54 edicions de la principal competició de motociclisme dels EUA, organitzada per l'AMA i anomenada històricament AMA Grand National (des del 2017, el campionat s'anomena "American Flat Track", AFT). Si bé entre el 1954 i el 1985, aquest campionat constava de curses de velocitat sobre asfalt a banda de les de dirt track sobre terra, sovint era aquesta darrera modalitat la que acabava decidint el guanyador del títol.

### Palmarès al mundial de motociclisme
Tot seguit, es mostren els millors resultats obtinguts per Harley-Davidson a les categories dels 250cc i 350cc per temporada.

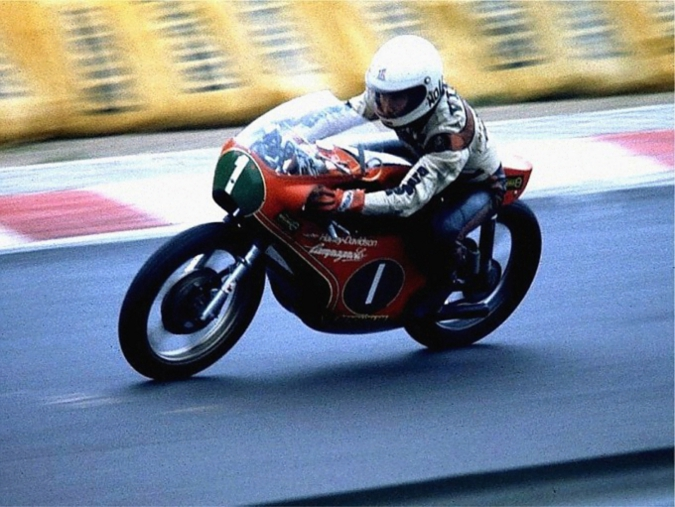
Walter Villa amb la Harley-Davidson 250 a Nürburgring el 1976

| Temporada | 250cc   | 250cc         | 350cc   | 350cc           |
| Temporada | Posició | Pilot         | Posició | Pilot           |
| --------- | ------- | ------------- | ------- | --------------- |
| 1973      | -       | -             | 5è      | Michel Rougerie |
| 1974      | 1r      | Walter Villa  | 7è      | Michel Rougerie |
| 1975      | 1r      | Walter Villa  | -       | -               |
| 1976      | 1r      | Walter Villa  | 1r      | Walter Villa    |
| 1977      | 2n      | Franco Uncini | -       | -               |

### Palmarès a l'AMA Grand National
A data de desembre de 2019, Harley-Davidson havia guanyat 54 campionats AMA Grand National (American Flat Track), el primer el 1947 i el darrer, el 2015. Tot seguit, es llisten els campions que aconseguiren el títol amb aquesta marca, ordenats pel total de campionats guanyats amb Harley-Davidson.

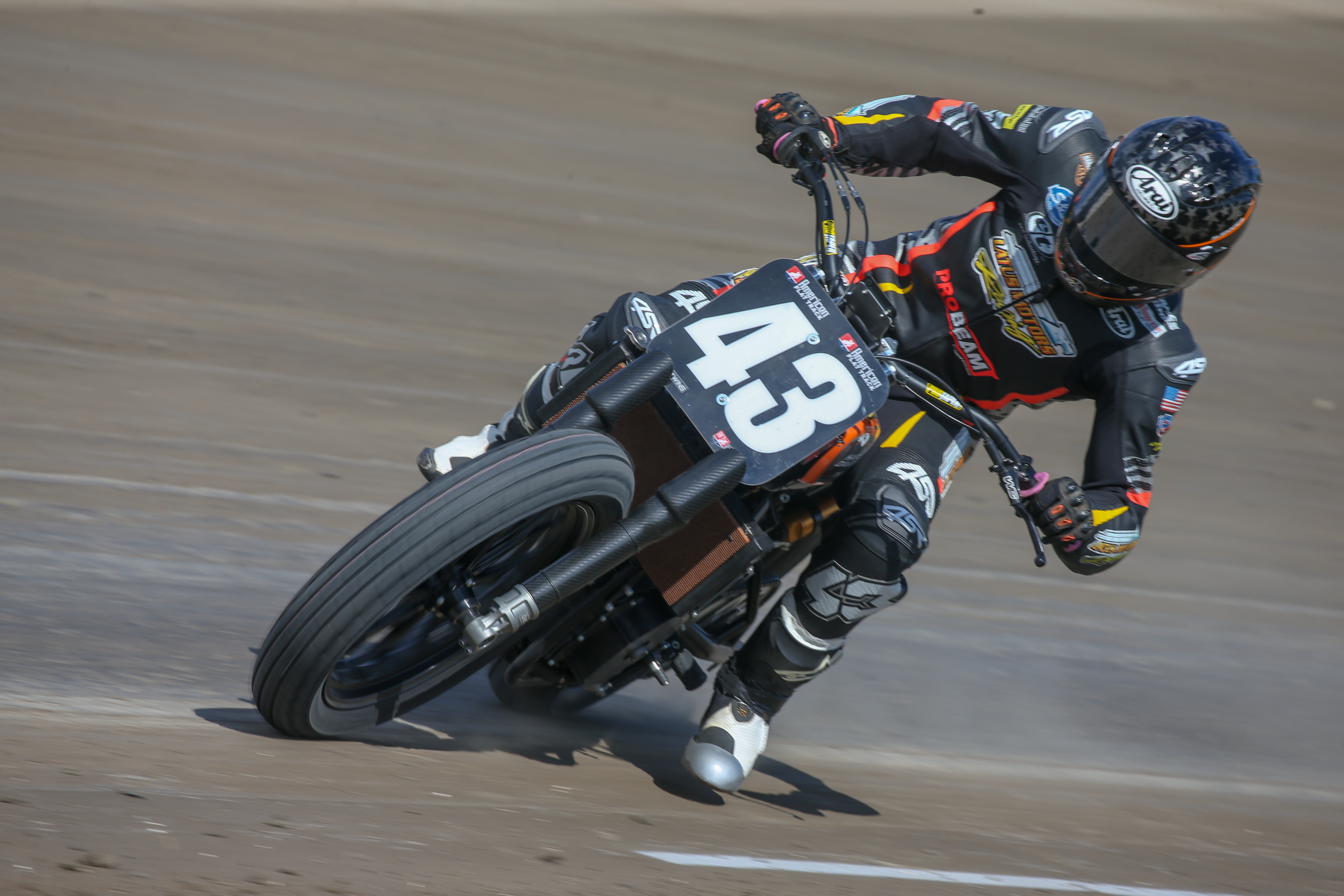
James Rispoli amb la Harley-Davidson XG750R al campionat AFT de 2020

| Títols | Campió           | Anys        |
| ------ | ---------------- | ----------- |
| 9      | Scott Parker     | 1988 - 1998 |
| 7      | Chris Carr       | 1992 - 2005 |
| 4      | Carroll Resweber | 1958 - 1961 |
| 4      | Jared Mees       | 2009 - 2015 |
| 3      | Jimmy Chann      | 1947 - 1949 |
| 3      | Joe Leonard      | 1954 - 1957 |
| 3      | Bart Markel      | 1962 - 1966 |
| 3      | Jay Springsteen  | 1976 - 1978 |
| 3      | Kenny Coolbeth   | 2006 - 2008 |
| 2      | Randy Goss       | 1980 - 1983 |
| 2      | Jake Johnson     | 2010 - 2011 |
| 1      | Larry Headrick   | 1950        |
| 1      | Brad Andres      | 1955        |
| 1      | Roger Reiman     | 1964        |
| 1      | Mark Brelsford   | 1972        |
| 1      | Mert Lawwill     | 1969        |
| 1      | Gary Scott       | 1975        |
| 1      | Steve Eklund     | 1979        |
| 1      | Mike Kidd        | 1981        |
| 1      | Ricky Graham     | 1982        |
| 1      | Joe Kopp         | 2000        |
| 1      | Brad Baker       | 2013        |
| 54     |                  |             |

## Cultura de marca
Segons un recent estudi de Harley-Davidson, el 1987 la meitat dels conductors de les seves motos eren menors de 35 anys. Actualment, només el 15% dels compradors de Harley ho són i a partir del 2005, la mitjana d'edat havia augmentat als 46,7.
 El 2008, Harley-Davidson va deixar de revelar l'edat mitjana dels seus usuaris; en aquells moments se situava en els 48 anys.

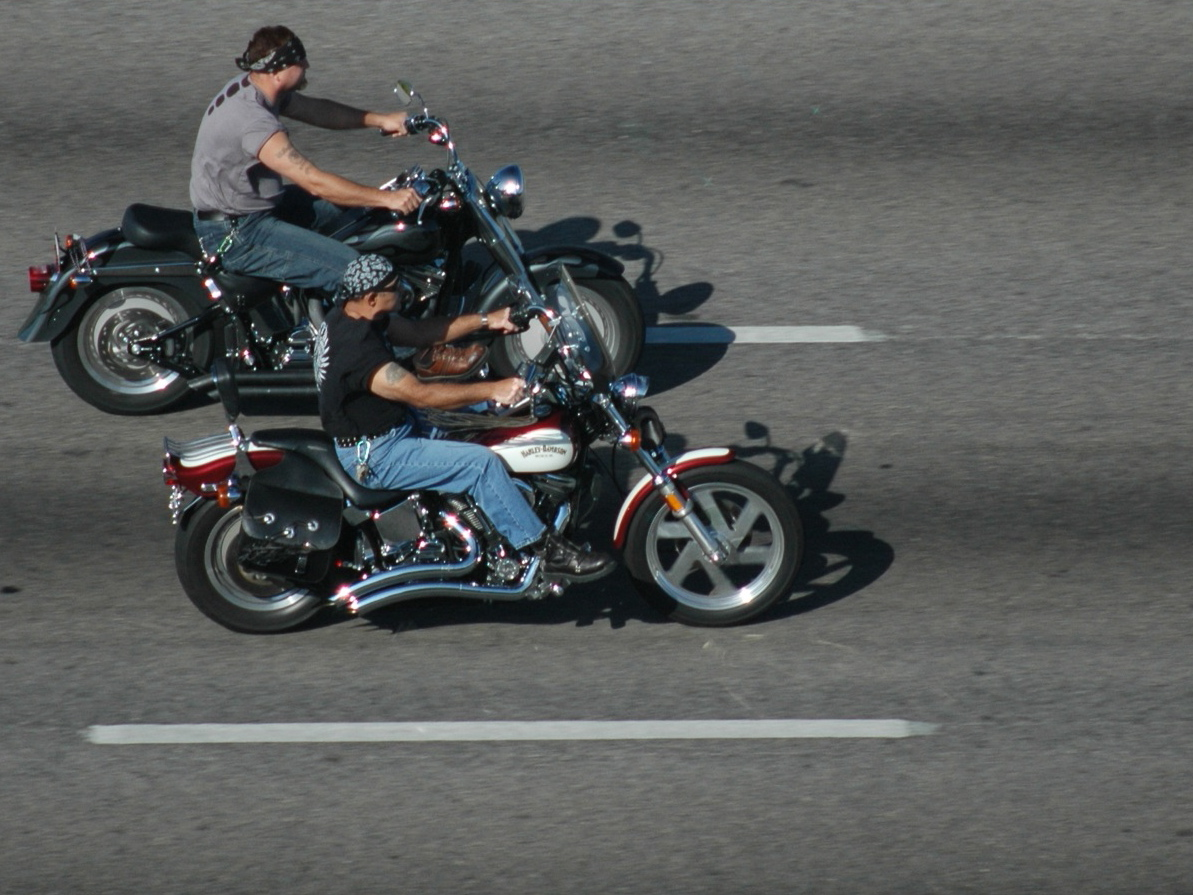
La típica imatge de molts conductors de Harley-Davidson

El 1987, la renda familiar mitjana d'un conductor de Harley-Davidson era de 38.000 dòlars. El 1997, aquesta renda s'havia duplicat amb escreix, fins als 83.000 dòlars.
Actualment hi ha molts Clubs Harley-Davidson a tot el món; el més antic, fundat el 1928, es troba a Praga.
Harley-Davidson atrau una comunitat de fidels seguidors de la marca. Les llicències del logotip de Harley-Davidson representen gairebé el 5% dels ingressos nets de la companyia (41 milions de dòlars el 2004). L'empresa subministra a les forces de la policia nord-americanes les seves flotes de motocicletes.
Des de la seva fundació, Harley-Davidson ha treballat per a dotar les seves motocicletes d'una aura de respectabilitat i refinament; els seus anuncis mostraven allò que l'escriptor especialitzat en motociclisme Fred Rau anomenava «les dones d'aspecte refinat amb para-sols i els homes amb vestits conservadors com a mercat objectiu». L'eficaç i bonic silenciador de la Harley-Davidson 7D del 1906 es va destacar als anuncis amb el sobrenom de "The Silent Grey Fellow" ("El silenciós company gris"). Això va començar a canviar a la dècada del 1960, en part com a resposta al motorista mitjà que retratava la campanya publicitària d'Honda: «You meet the best people in a Honda» ("coneixes la gent més maca en una Honda"); Harley-Davidson va intentar contrastar la seva imatge de marca amb la d'Honda tot subratllant l'actitud més obrera, de "mascle", fins i tot una mica antisocial, associada al costat fosc del motociclisme. Amb la FX Super Glide de 1971, la companyia va adoptar ella mateixa l'estil chopper i el posat de contracultura "custom" de Harley. La seva política de màrqueting va conrear la imatge de "noi dolent" dels motoristes i motoclubs, fins a cert punt fins i tot fora de la llei, tipus Àngels de l'Infern.

### Origen del malnom "Hog"
A partir del 1920, un equip de joves grangers entre els quals hi havia Ray Weishaar, conegut com als "hog boys" ("nois porcs"), va començar a guanyar curses sovint. El grup tenia un porc viu com a mascota. Després d'una victòria, pujaven el porc a la seva Harley i hi feien una volta triomfal al circuit. El 1983, Harley-Davidson va crear un club per als propietaris dels seus productes i aprofitant el famós malnom va convertir "hog" en l'acrònim HOG, de "Harley Owners Group" ("grup de propietaris de Harley"). L'empresa va intentar registrar la marca "hog", però el 1999 va perdre un plet contra un taller independent especialitzat en Harley-Davidson, The Hog Farm (de West Seneca, Nova York), quan el tribunal d'apel·lació va dictaminar que "hog" s'havia convertit en un terme genèric per a motocicletes grans i, per tant, no es podia protegir com a marca comercial.
El 2006, Harley-Davidson Inc. va canviar el seu símbol de marca NYSE, fins aleshores HDI, per HOG.

### Bobbers

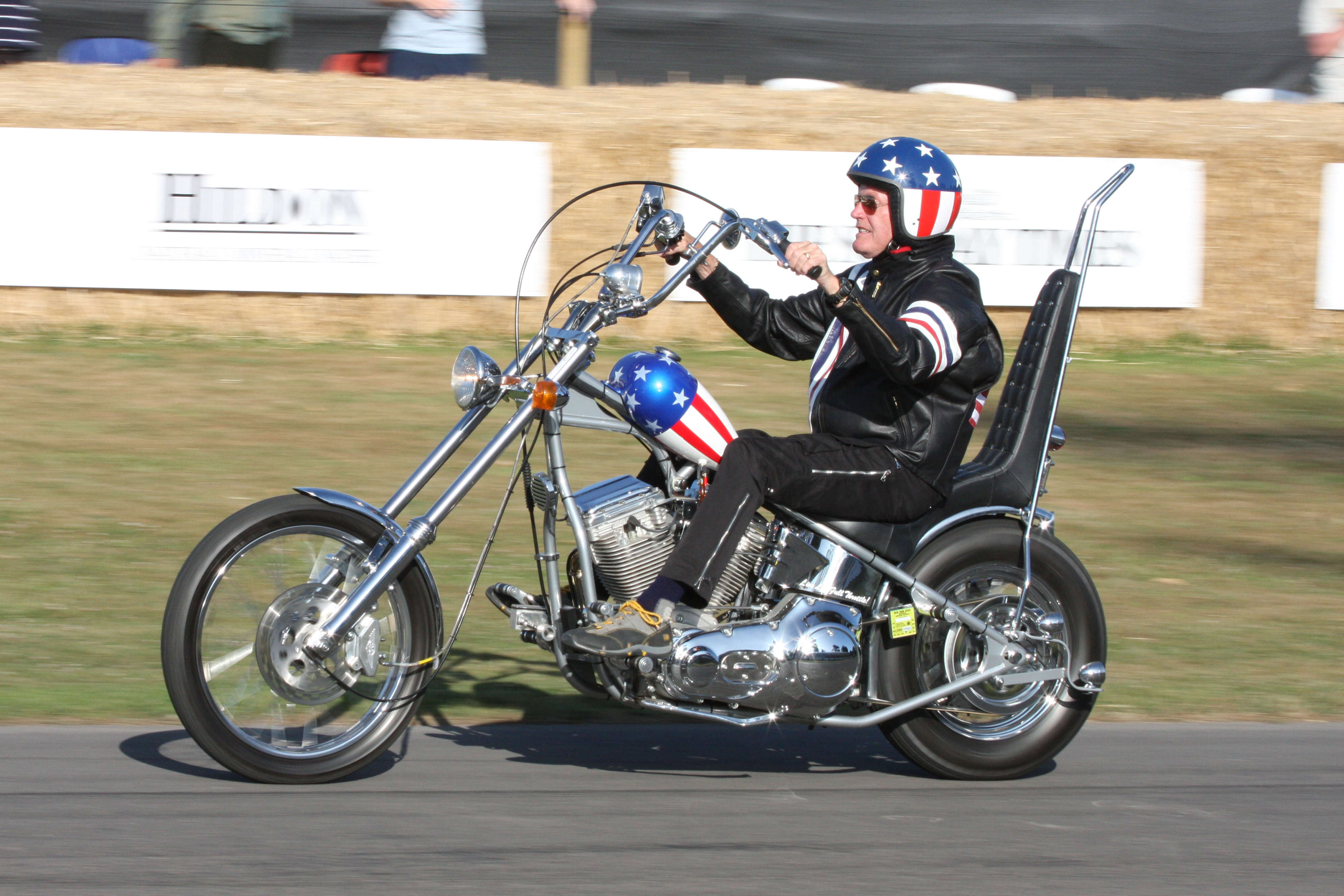
Peter Fonda conduint una rèplica de la chopper dEasy Rider el 2009

Les grans bicilíndriques Harley-Davidson FL tenien sovint pesats parafangs d'acer, guarniments cromats i altres accessoris ornamentals pesats. Després de la Segona Guerra Mundial, els conductors que desitjaven més velocitat sovint n'escurçaven els parafangs o els treien completament per tal de reduir el pes de la moto. Aquestes motocicletes s'anomenaven "bobbers" ("suros") o, de vegades, "choppers" ("fulla, ganivet, picoladora"), perquè les parts considerades innecessàries es tallaven. Els qui fabricaven o conduïen choppers i bobbers, especialment els membres de clubs motociclistes com els Hells Angels, es referien a les FL de sèrie com a "carros d'escombraries".

### Harley Owners Group
El 1983, per tal d'aprofitar la fidelitat dels entusiastes seguidors de la marca, Harley-Davidson va crear el seu club de propietaris "Harley Owners Group" (HOG), com a mitjà per a promoure un estil de vida al voltant dels seus productes. El HOG va obrir nous fluxos d'ingressos per a la companyia amb la producció de marxandatge vinculat als membres del club, que superen el milió. Altres marques de motocicletes i d'objectes de consum fora del sector del motociclisme han intentat també crear clubs de màrqueting comunitari amb patrocini de fàbrica. Els membres del HOG acostumen a gastar un 30% més que altres propietaris de Harley en articles com ara roba i esdeveniments patrocinats per Harley-Davidson.
El 1991, el HOG es va internacionalitzar i va organitzar la seva primera trobada oficial europea a Cheltenham, Anglaterra. Actualment, més d'un milió de membres i més de 1.400 delegacions per tot el món converteixen el HOG en l'organització motociclista amb patrocini de fàbrica més gran del món.
Entre els avantatges que ofereix el HOG hi ha les passejades organitzades en grup, descomptes i productes exclusius, descomptes en l'assegurança de la moto i el butlletí de notícies, el Hog Tales. Amb la compra d'una nova Harley-Davidson sense matricular s'hi inclou una subscripció completa d'un any al club. A banda, el HOG celebra reunions anuals. Als Estats Units n'hi ha dues de molt conegudes: el Ral·li de Motocicletes de Sturgis i la Daytona Bike Week. La de Sturgis es duu a terme des de 1938 en aquesta població de Dakota del Sud a l'agost. En l'actualitat compta amb més de mig milió de participants. També a l'estranger se'n fan: el tercer Southern HOG Rally, previst per al setembre de 2014, havia de reunir l'aplec més gran de propietaris de Harley-Davidson al sud de l'Índia; es preveia que més de 600 propietaris de Harley-Davidson viatgessin a l'Estat de Hyderabad des de 13 delegacions del HOG.
El 2008, el HOG va celebrar el seu 25è aniversari conjuntament amb 105è aniversari de Harley-Davidson a Milwaukee.

### Visites guiades i museu
Harley-Davidson ofereix visites a quatre de les seves plantes de fabricació. A banda, el Museu Harley-Davidson, inaugurat el 2008, exhibeix la història, la cultura i els vehicles de Harley-Davidson, a més dels arxius corporatius de la companyia.

Les instal·lacions de l'empresa que es poden visitar són aquestes:
- York, Pensilvània – Vehicle Operations: Planta de fabricació de vehicles de les famílies Touring, Softail i custom.
- Tomahawk, Wisconsin – Tomahawk Operations: Planta de fabricació de sidecars, maletes i alforges, parabrises i altres components.
- Kansas City, Missouri – Vehicle and Powertrain Operations: Planta de fabricació de vehicles de les famílies Sportster, VRSC i altres.
- Menomonee Falls, Wisconsin – Pilgrim Road Powertrain Operations plant: Dos tipus de recorreguts.
- Milwaukee, Wisconsin – Harley-Davidson Museum: Arxiu i exhibicions de persones, productes, cultura i història; restaurant i cafeteria; botiga del museu.

A causa de la concentració de les operacions de producció, el Capitol Drive Tour Center de Wauwatosa, Wisconsin, es va tancar el 2009.

### Designacions històriques de registre
Alguns edificis de la companyia han estat inclosos en registres històrics estatals i nacionals, entre ells:
- Harley-Davidson Motorcycle Factory Building (fàbrica de Juneau Avenue) – es va afegir al registre nacional de llocs històrics el 9 de novembre de 1994.[193][194]
- Harley Davidson Motor Company Factory No. 7 (Fàbrica núm. 7) – afegida al registre estatal de llocs històrics de Wisconsin el 14 d'agost de 2020.[195]

### Celebracions de l'aniversari
D'ençà del 90è aniversari de Harley-Davidson el 1993, l'empresa ha organitzat anualment uns recorreguts motociclistes de celebració fins a Milwaukee anomenats "Ride Home" ("anar cap a casa"). Aquesta nova tradició, que ha continuat cada cinc anys, es coneix de forma no oficial com a "Harleyfest", en línia amb els altres festivals de Milwaukee (Summerfest, German fest, Festa Italiana, etc.). L'esdeveniment reuneix pilots de Harley de tot el món.
El 2003, la companyia celebrà el seu centenari amb una concentració a Milwaukee que va ser probablement la més gran del món. Harley-Davidson organitza també una gira mundial, "El recorregut obert per carretera", a les ciutats d'Atlanta, Baltimore, Los Angeles, Toronto, Dallas, Sydney, Tòquio, Barcelona i Hamburg.
La celebració del 105è aniversari es va celebrar del 28 al 31 d'agost de 2008 i va incloure esdeveniments als comtats de Milwaukee, Waukesha, Racine i Kenosha, al sud-est de Wisconsin. La celebració del 110è aniversari es va celebrar del 29 al 31 d'agost de 2013. El 115è aniversari es va celebrar a Praga, República Txeca -el país on hi ha el Club Harley-Davidson fora dels EUA més antic- entre els dies 5 i 8 de juliol de 2018 i va atreure més de 100.000 visitants i 60.000 motocicletes.

### Saló de la Fama del Departament de Treball

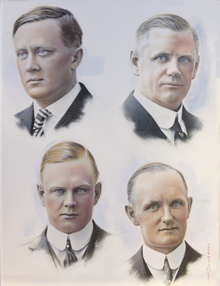
En sentit horari des de dalt a l'esquerra: William S. Harley, William A. Davidson, Walter Davidson, Sr., Arthur Davidson

El 2004, William S. Harley, Arthur Davidson, William A. Davidson i Walter Davidson, Sr., van ser afegits al Labor Hall of Fame (Saló de la Fama del Departament de Treball dels EUA) pels seus èxits amb la companyia Harley-Davidson i la seva força de treball.

### Drama televisiu
Els orígens de la companyia es van dramatitzar en una minisèrie del 2016 titulada Harley and the Davidsons, protagonitzada per Robert Aramayo com a William Harley, Bug Hall com a Arthur Davidson i Michiel Huisman com a Walter Davidson. La minisèrie es va estrenar al Discovery Channel com a "esdeveniment de tres nits" el 5 de setembre de 2016.

### Patrocini
Els Milwaukee Bucks de la NBA porten un distintiu de patrocinador de Harley-Davidson a la samarreta.